# Ogród Botaniczny i Muzeum Botaniczne w Berlinie
Ogród Botaniczny i Muzeum Botaniczne w Berlinie (niem. Botanischer Garten und Botanisches Museum Berlin) – ogród botaniczny w okręgu administracyjnym Steglitz-Zehlendorf, w berlińskiej dzielnicy Lichterfelde. Z ponad 43 hektarami powierzchni i około 22 tysiącami różnych gatunków roślin jest trzecim co do wielkości ogrodem botanicznym świata. Organizacyjnie należy do Wolnego Uniwersytetu Berlińskiego. Przy ogrodzie znajduje się też Muzeum Botaniczne. Zarówno ogród, jak i muzeum rocznie odwiedza pół miliona gości.

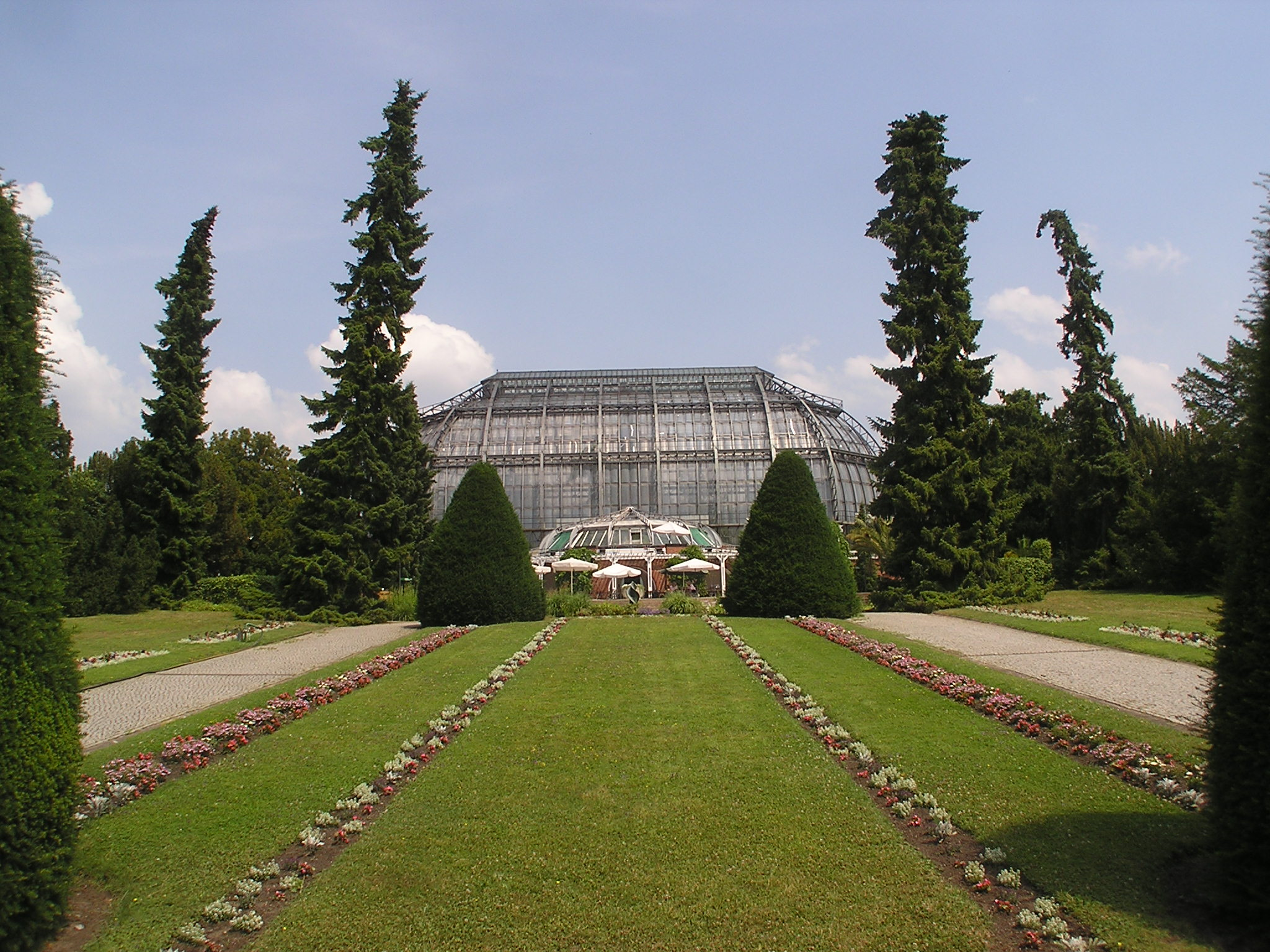
Główna oś ogrodu włoskiego z wielką palmiarnią w tle

## Historia
Pierwszy znaczący zbiór roślin, mający na celu wzbogacenie rodzimych zasobów, pojawił się za sprawą ogrodnika dworskiego Desideriusa Corbianusa w sadzie oraz ogrodzie warzywno-ziołowym berlińskiego pałacu miejskiego w roku 1573, za panowania księcia elektora Jana Jerzego Hohenzollerna. Można powiedzieć, że był to pierwszy „ogród botaniczny” w Berlinie, nawet jeśli w tamtych czasach nie używano jeszcze tego określenia. Z tego ogrodu powstał później istniejący do dziś kompleks zielonych terenów Lustgarten.
W roku 1679 przy Potsdamer Straße założono ogród z chmielem, którego – po rezygnacji z książęcego browaru – używano jako sadu oraz ogrodu warzywno-ziołowego. Carl Ludwig Willdenow doprowadził do tego, że od roku 1809 ogród podlegał Uniwersytetowi Humboldtów, który rozwinął go do szanowanego na całym świecie ogrodu botanicznego o naukowym charakterze. Dziś znajduje się w tym miejscu park imienia Heinricha von Kleista.

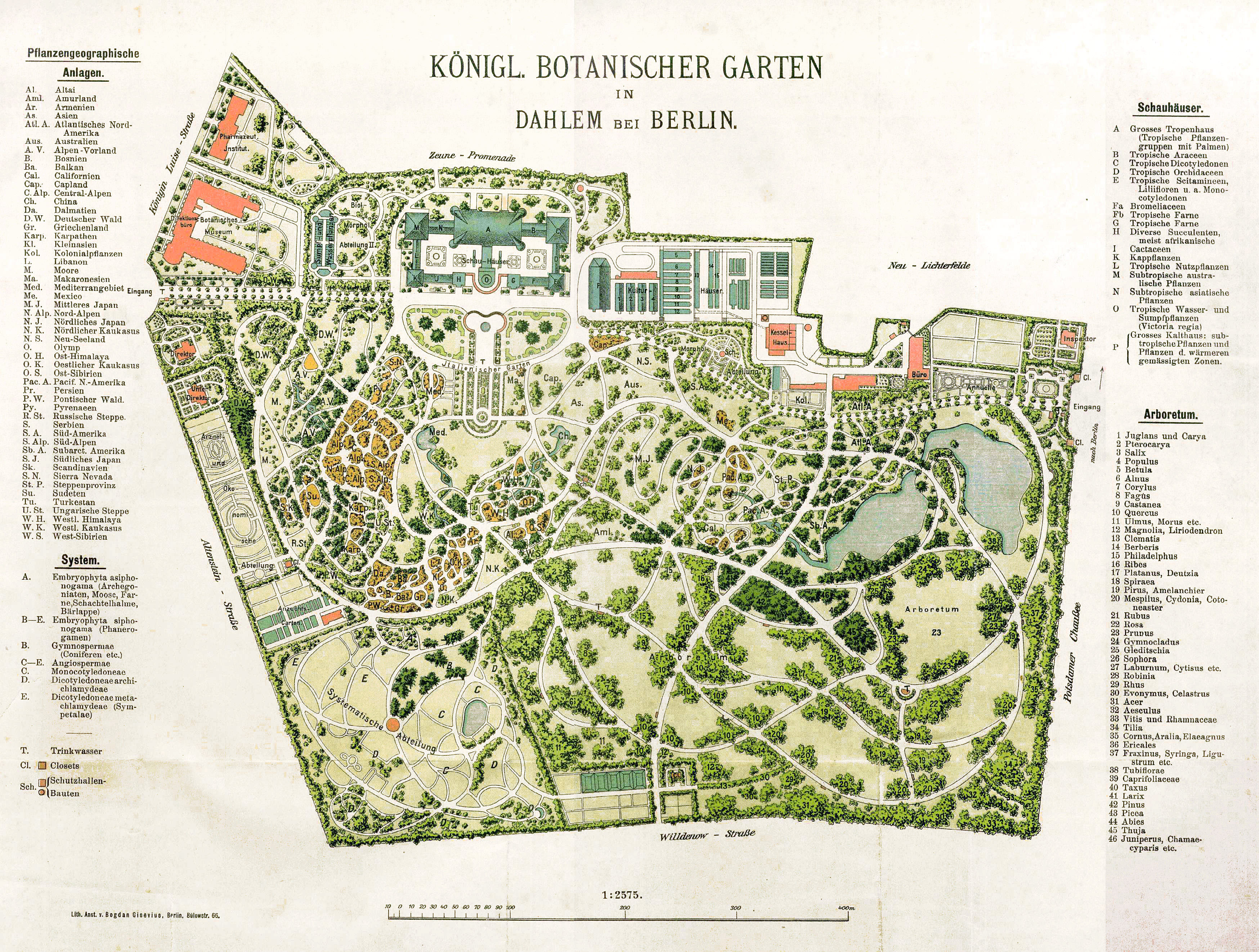
Plan ogrodu botanicznego na początku XX wieku

Pierwsze impulsy do przeniesienia Ogrodu Botanicznego pojawiły się w 1888 roku. Wynikały z potrzeby rozszerzenia terenów pod wysadzanie roślin i założenia arboretum. Dodatkowo należało przeprowadzić gruntowne remonty w kilku starych szklarniach. Do tego doszedł niekorzystny wpływ otoczenia, które w tamtym czasie zostało gęsto zabudowane przez miasta Berlin i Schöneberg (obecnie dzielnica Berlina). Zanieczyszczenie powietrza i obniżenie się poziomu wód gruntowych szkodziły roślinom. Duże znaczenie miała również finansowa strona przeprowadzki na obrzeża miasta. Ze sprzedaży terenu obok nowego Ogrodu Botanicznego miały być sfinansowane inne budynki uniwersyteckie: rozbudowa szpitala Charité (Wydział Medycyny), Instytut Chorób Zakaźnych, Instytut Higieny oraz Instytut Farmaceutyczno-Chemiczny.
Ogród podlegał wtedy Ministerstwu wyznań, oświaty i zdrowia (Ministerium der geistlichen, Unterrichts- und Medizinalangelegenheiten). Friedrich Althoff z ramienia ministerstwa zlecił tymczasowemu dyrektorowi Ogrodu Botanicznego Ignazemu Urbanowi sprawdzenie i ocenienie terenów należących do Berlina, które brano pod uwagę przy przeniesieniu ogrodu. 41 hektarów terenów składających się na królewską domenę Dahlem, gdzie do tej pory były tylko pola ziemniaczane, Urban uznał za teren nadający się pod każdym względem pod planowaną inwestycję.

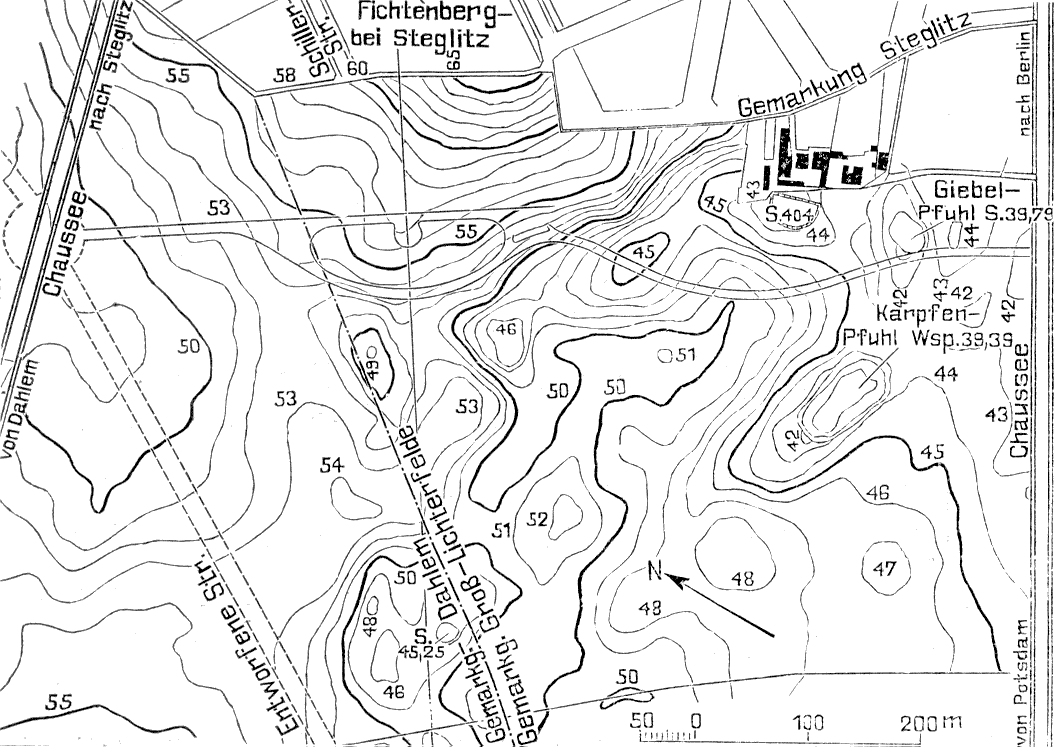
Mapa hipsometryczna terenu przed założeniem Ogrodu Botanicznego

Althoff sprowadził również do Berlina wiodącego botanika Adolfa Englera. W roku 1895 Adolf Endler i Alfred Koerner stworzyli plan nowego kompleksu. Engler został w 1889 nowym dyrektorem Ogrodu Botanicznego, a dla równie dobrze wykwalifikowanego Urbana stworzono stanowisko zastępcy dyrektora. Dnia 26 czerwca 1897 pruski Landtag zgodził się na projekt. Jeszcze w tym samym roku rozpoczęły się prace na terenie. Po wyrażeniu zgody przez cesarza Wilhelma II 30 sierpnia 1899 rozpoczęto budowę ogrodzenia i budynków. Engler odpowiadał wtedy za botaniczny, a Koerner za architektoniczny wygląd nowego Ogrodu Botanicznego. W tym samym roku założono Botaniczny Urząd Centralny Kolonii Niemieckich (Botanische Zentralstelle für die deutschen Kolonien) jako osobny oddział Ogrodu Botanicznego.
Teren miał dwa równorzędne wejścia przy Königin-Luise-Platz i od Straße Unter den Eichen (wtedy jeszcze Berliner Straße). Łączy je główna aleja o szerokości 8–10 metrów. Na wschód od niej znajduje się większość budynków, włącznie z budynkami, w których można oglądać rośliny; na zachód rozciągają się tereny otwarte.
Pierwsi goście weszli do ogrodu 13 kwietnia 1903, kiedy został otworzony na kilka godzin i przyciągnął około 2500 osób. W 1904 tereny otwarte zostały wykończone i od tego czasu są udostępnione zwiedzającym. Ta data została również wybrana na uroczystości setnej rocznicy w czerwcu 2004 roku. Jednak „oficjalne” otwarcie ogrodu i muzeum odbyło się dopiero 24 i 25 maja 1910 roku, po wykończeniu wszystkich budynków.
Błędnie mówi się często o Ogrodzie Botanicznym w Berlinie-Dahlem, mimo że najpóźniej od czasu założenia Wielkiego Berlina w roku 1920 ogród znajduje się całkowicie w części miejscowości Lichterfelde. Nawet w czasie założenia pod koniec XIX wieku tylko około jedna czwarta jego powierzchni znajdowała się na terenie dzielnicy Dahlem. O wiele większa część należała do „okręgu Groß-Lichterfelde” (patrz mapa hipsometryczna). Zamieszania dopełnia fakt, że pocztowo podlegał pod dzielnicę Berlina Steglitz.
Czasy narodowego socjalizmu były dla Ogrodu Botanicznego i Muzeum Botanicznego wielkim ciosem. Najpierw ograniczono konieczne dla pracy naukowej międzynarodowe kontakty i wymianę, potem skutki drugiej wojny światowej dosięgnęły również Berlina i pozostawiły po sobie zniszczenia.
Po wojnie Ogród Botaniczny został włączony przez aliantów pod administrację miejską i już jesienią 1945 był do dyspozycji gości. Po tym jak tereny otwarte używano do końca blokady Berlina do uprawy warzyw, w 1949 przy pomocy amerykańskiego finansowania można było zacząć odbudowę. Jako pierwszą spośród dużych szklarń w 1950 otworzono szklarnię z wiktoriami (niem. Victoriahaus). W 1968 odbudowa ogrodu została zakończona otworzeniem wielkiej szklarni z roślinami tropikalnymi. Odbudowa muzeum ciągnęła się do roku 1987. W ciągu 40 lat możliwe było naprawienie zniszczeń budynków, strata unikatowego materiału pozostaje jednak trwała.
W roku 1996 zarówno ogród, jak i muzeum zostały włączone w skład Wolnego Uniwersytetu Berlińskiego. Od tego czasu mają status niezależnej jednostki międzywydziałowej.
Rozległe cięcia środków ze strony senatu Berlina groziły uniwersytetowi na wiosnę 2003 koniecznością zamknięcia ogrodu. W odpowiedzi na ten stan w ciągu kilku miesięcy zebrano 78 tys. podpisów za zachowaniem Ogrodu Botanicznego, które dyrektor ogrodu przekazał 7 lipca 2003 przewodniczącemu parlamentu berlińskiego. W wyniku tego Ogród Botaniczny nadal istnieje, musiał jednak pogodzić się z cięciami budżetowym w latach 2004–2009 z miliona € do 6,8 miliona €.
Dyrektorzy „nowego” Ogrodu Botanicznego:
- 1889–1921: Adolf Engler
- 1921–1945: Ludwig Diels
- 1945–1950: Robert Pilger
- 1950–1951: Johannes Mattfeld (komisarycznie)
- 1951–1958: Erich Werdemann (do 1955 komisarycznie)
- 1958–1959: Hans Melchior (komisarycznie)
- 1959–1961: Theo Eckardt (komisarycznie)
- 1961–1964: Walter Domke
- 1964–1976: Theo Eckardt
- 1976–1978: Johannes Gerloff (komisarycznie)
- 1978–2008: Werner Greuter
- od 2008: Thomas Borsch

## Park i rośliny

### Podział Ogrodu

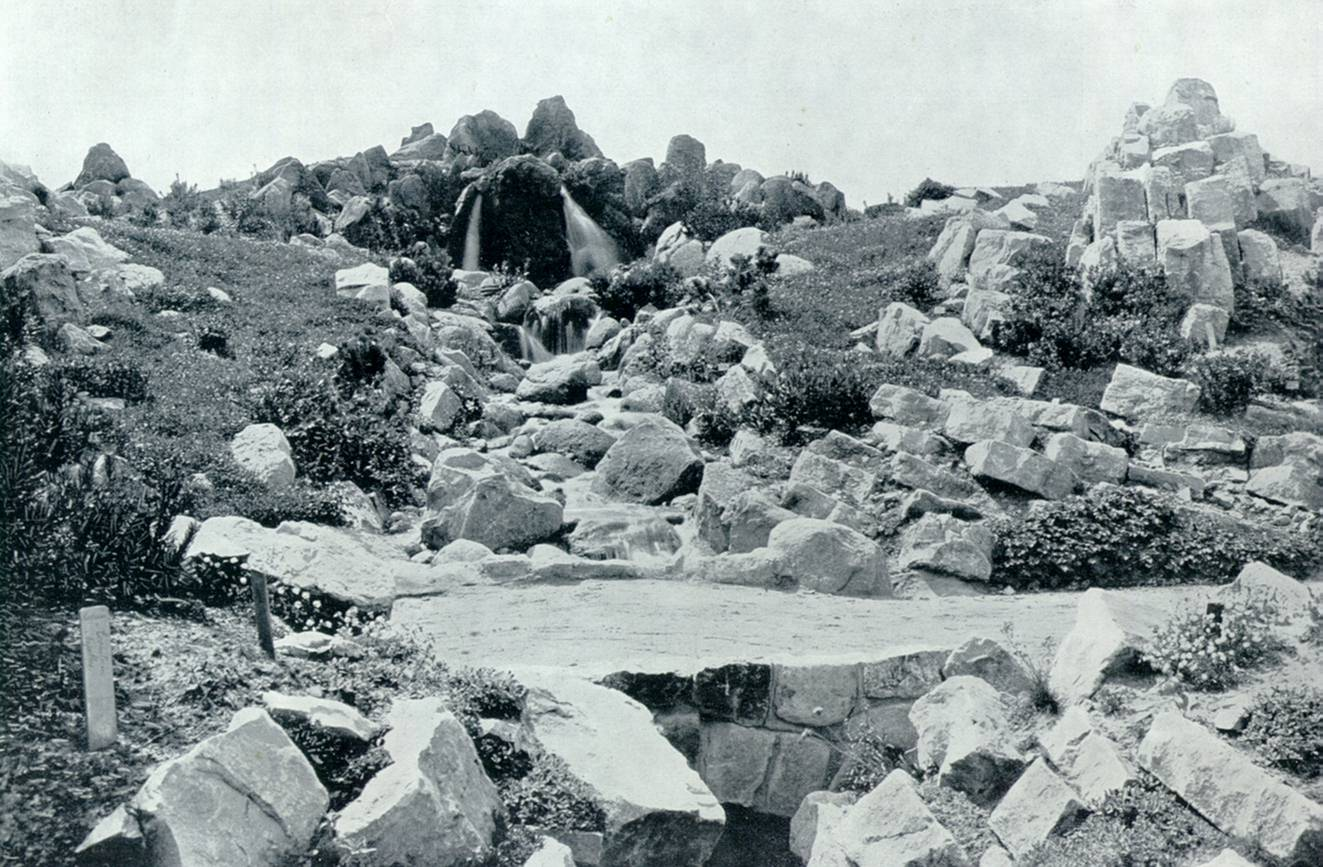
Teren z wodospadem ukształtowany na wzór północnych Alp, około 1905 roku

Teren otwarty Ogrodu Botanicznego został zaprojektowany przez Englera jako ogród krajobrazowy. Największą powierzchnię w jego obrębie zajmuje park geograficzny (12,9 ha) oraz arboretum (13,9 ha). Park geograficzny znajduje się bezpośrednio na zachód od głównej alei. Rośliny zaprezentowane są tu w skupieniach i warunkach typowych dla różnych części świata. Żeby to osiągnąć, dopasowano strukturę i rodzaj podłoża, przemieszczono 136 tys. m³ ziemi. Istniejący na tym terenie jeszcze przed budową Ogrodu Botanicznego staw z karpiami został powiększony, a obok zbudowano dodatkowo drugi staw, by umożliwić prezentację roślin strefy przybrzeżnej.

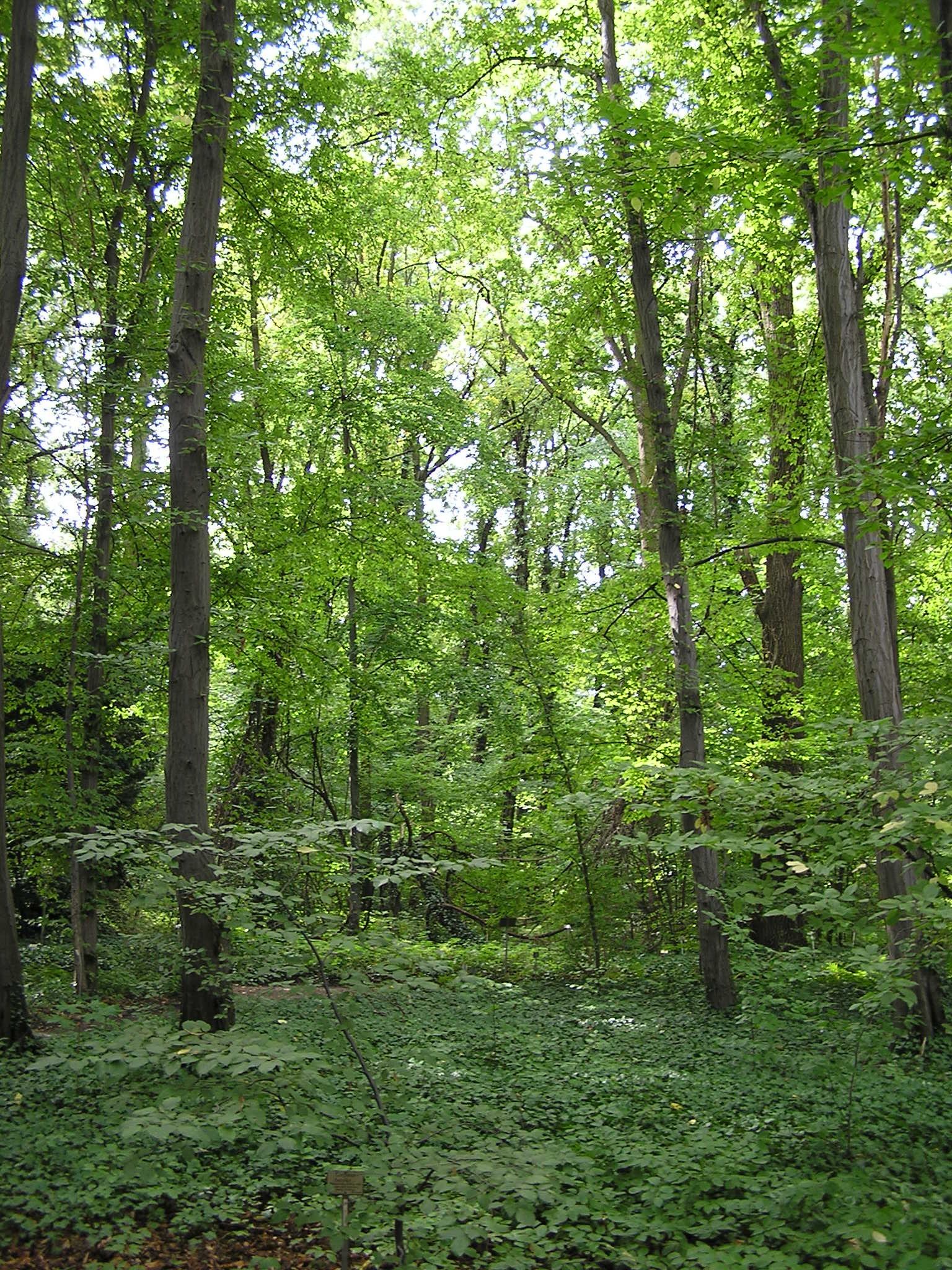
Mieszany las liściasty w arboretum

Południową i zachodnią część ogrodu zajmuje arboretum z bogatą i systematyczną kolekcją roślin rodzimych. Arboretum również graniczy ze stawami, tak więc w zbiorach znajdują się także rodzime rośliny ze strefy przybrzeżnej.

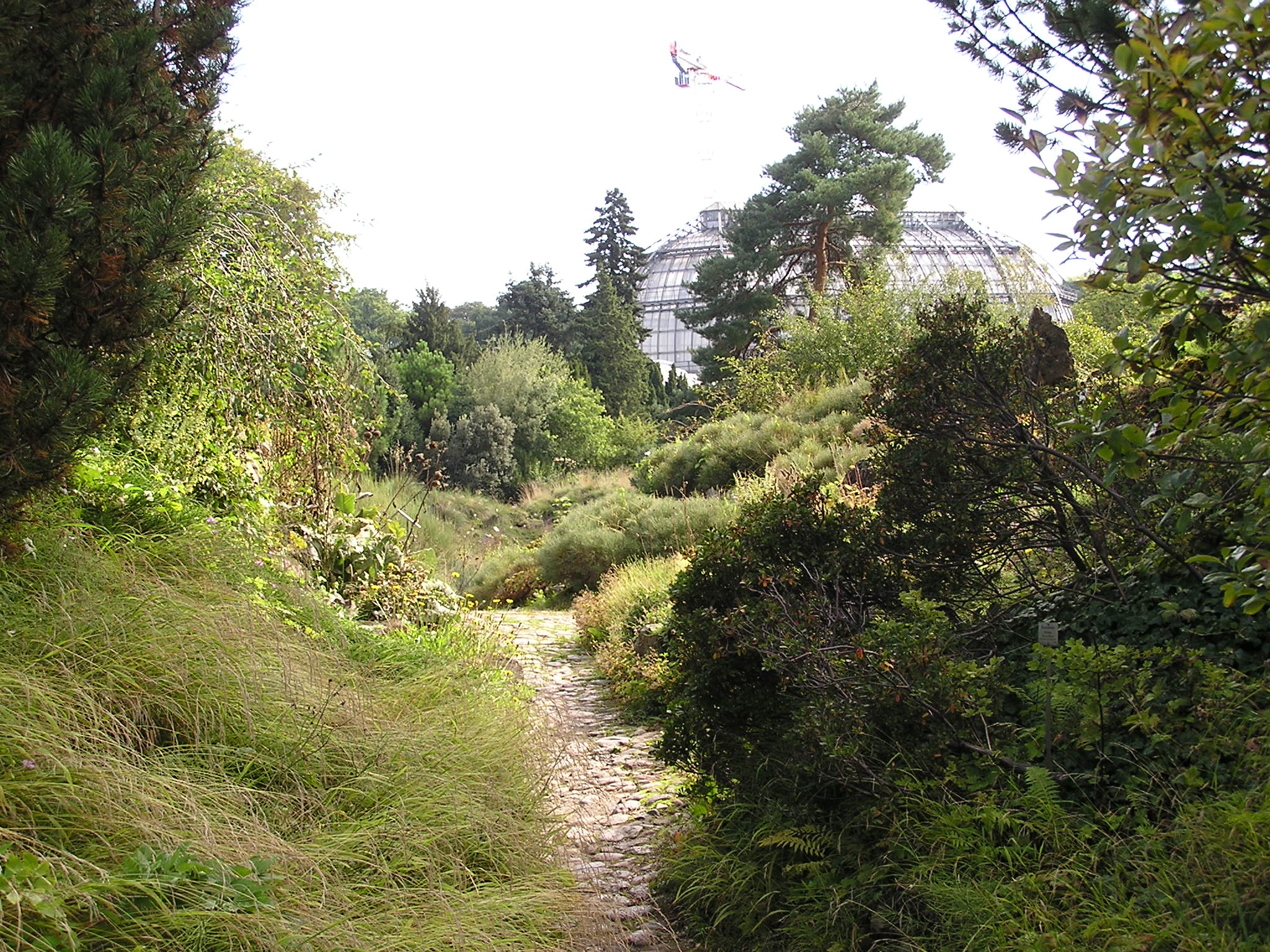
Roślinność alpejska w parku geograficznym

W północno-zachodnim krańcu ogrodu umiejscowiono dział systematyki roślin, w którym rośliny zostały uszeregowane pod względem pokrewieństwa. Ta część ogrodu uległa zniszczeniu w kwietniu i maju 1945 podczas nalotów i ostrzału artyleryjskiego w czasie bitwy o Berlin. Dział odbudowano w nieco zmienionej formie, dodając poddział z roślinami leczniczymi. Rośliny te rosną na obszarze mającym kształt ludzkiego ciała, przy czym posadzono je w miejscach odpowiadających organom, na które oddziałują. Dział ten przeniesiono z dawnego ogrodu aptekarskiego, który znajdował się kiedyś nieco bardziej na wschód razem z „działem ekonomicznym”, w którym pokazywano rośliny użytkowe.

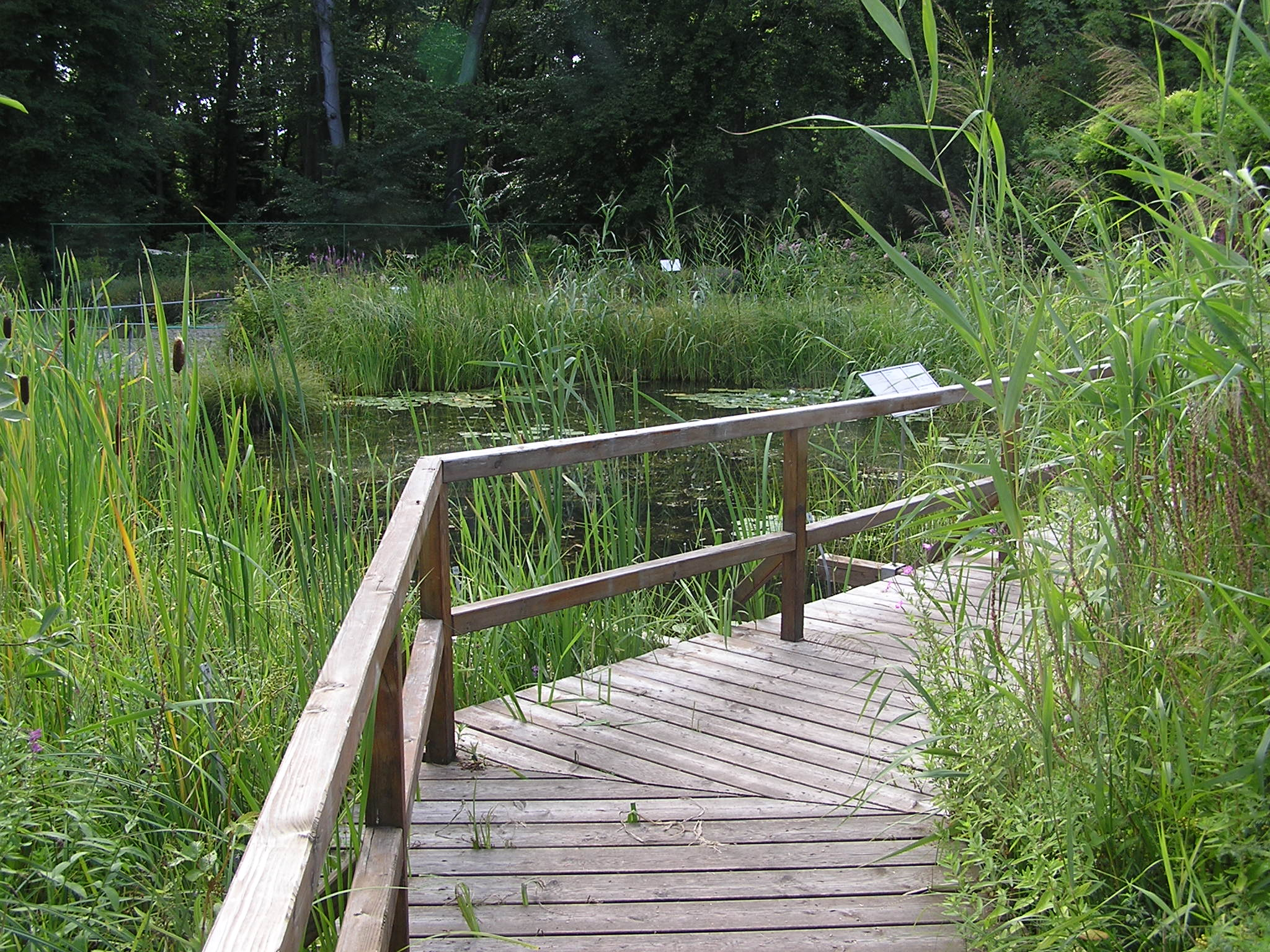
Ogród zbliżony do naturalnego dla roślin bagiennych i wodnych

Dwa „działy morfologiczne” znajdują się na wschód od głównej alei na ograniczonych budynkami wolnych przestrzeniach. Szczególnie godna uwagi jest kolekcja roślin wodnych i bagiennych w dziale II. Na jej potrzeby wybudowano 262 betonowe niecki z ciągłym dopływem i odpływem nadwyżki wody. Wielka niecka dla tropikalnych roślin bagiennych była podgrzewana. Cały kompleks nadal istnieje, przestano jednak o niego celowo dbać po otwarciu sąsiadującego nowego ogrodu z roślinnością wodną i bagienną. Obecnie rozwija się w nim biotop mający na celu ochronę naturalnej, rodzimej roślinności i zwierząt.
W miejscu „Morfologicznego działu I” od 1984 znajduje się „Ogród zapachu i dotyku”, w którym tabliczki z nazwami roślin zapisane są również w alfabecie Braille’a. Plany na wejściach do tego obszaru przedstawione przy pomocy reliefów ułatwiają niewidomym orientację. Dodatkowo można w kasach wypożyczyć zeszyty wydane alfabetem Braille’a. Również na wschód od głównej alei znajdował się ogród kolonialny, który został założony w celu badania roślin użytkowych nadających się do uprawy w koloniach niemieckich. W kolejnym dziale na wschód od głównej alei, w pobliżu południowego wejścia, prezentowane są od czasu otwarcia ogrodu rośliny jednoroczne, wieloletnie i ozdobne.
Biorąc pod uwagę najstarsze korzenie Ogrodu Botanicznego, względnie nowy jest tzw. „ogród książęcy” (Kurfürstengarten) w północnym podwórzu między budynkami szklarni. Powstał tutaj ogród dworski i ziołowo-warzywny, taki jaki znajdował się przy berlińskim pałacu miejskim w XVII wieku. W wydanej przez Johanna Sigismunda Elsholtza w 1663 książce Flora Marchica zachowały się wzmianki o wykorzystaniu tamtych terenów pod zasiew i sadzenie roślin.

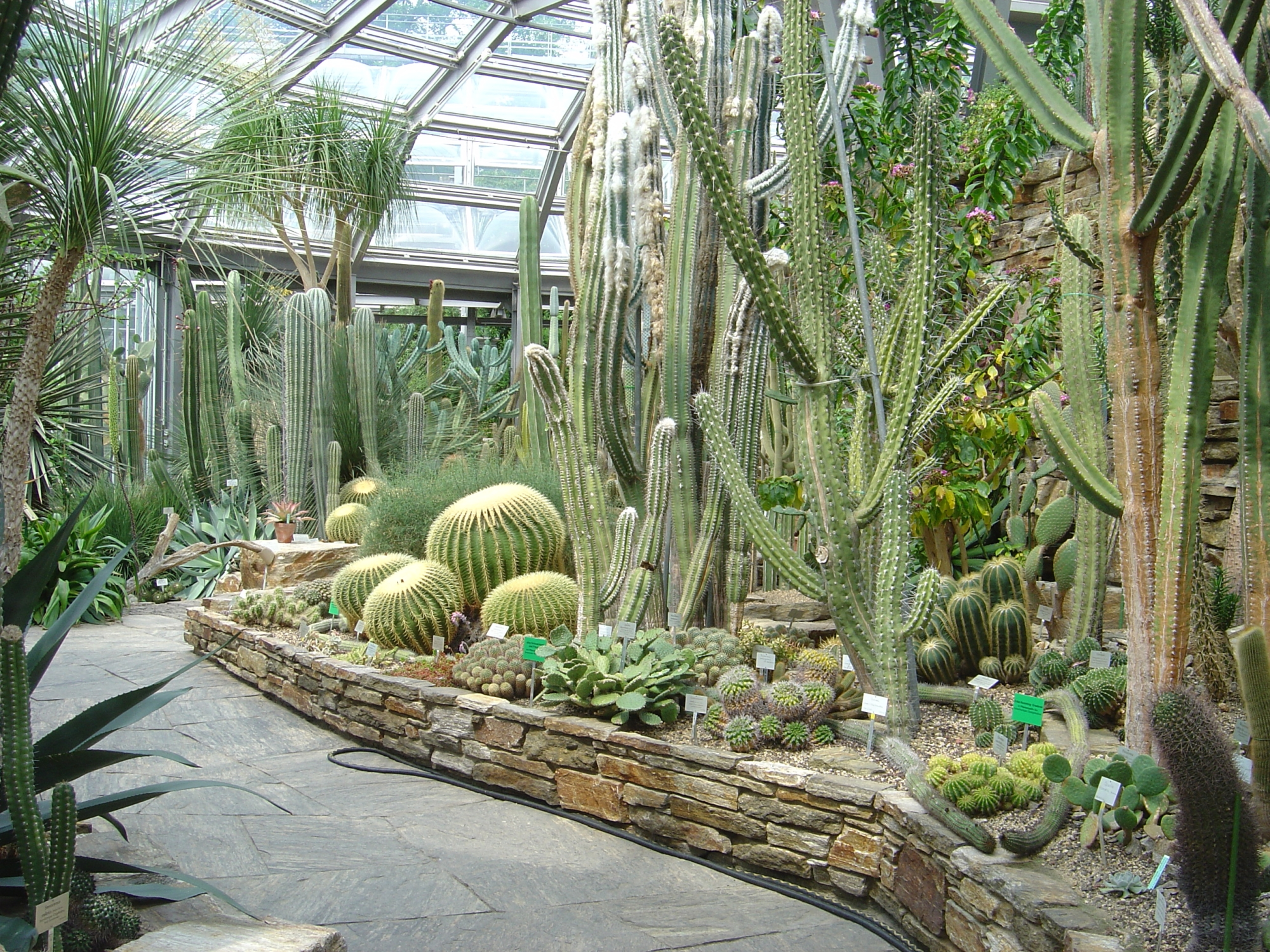
Kaktusy w budynku I

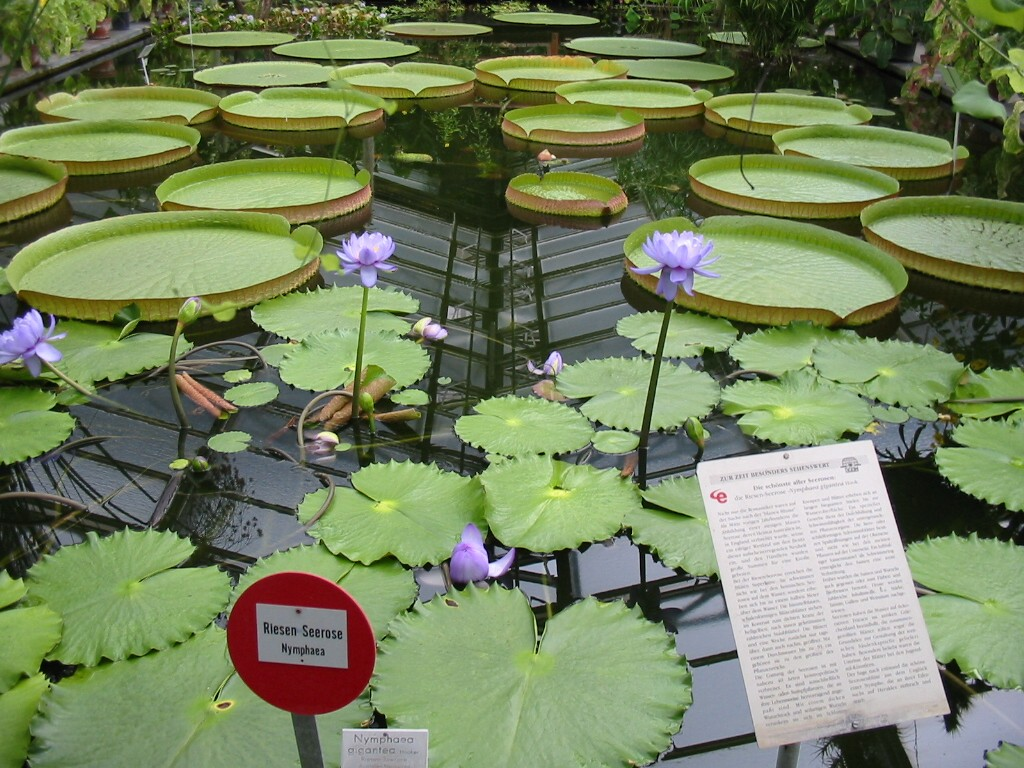
Grzybieniowate w budynku O)>

### Podział budynków wystawowych
Do dyspozycji zwiedzających są następujące szklarnie:
- A: Wielka szklarnia z roślinami tropikalnymi
- B: Begonie
- C: Tropikalne rośliny użytkowe
- D: Storczykowate i dzbaneczniki
- E: Rośliny wilgotnej strefy tropikalnej
- F: Paprocie strefy klimatycznej tropikalnej i subtropikalnej
- G: Bromeliowate
- H: Sukulenty Afryki
- I: Kaktusowate i inne rośliny gruboszowate Ameryki
- K: Afryka południowa
- L: Rośliny owadożerne i rośliny półkuli południowej
- M: Australia i Nowa Zelandia
- N: Kamelie i azalie,
- O: Szklarnia z wiktoriami i rośliny bagienne
- P: Rośliny śródziemnomorskie i Wysp Kanaryjskich.

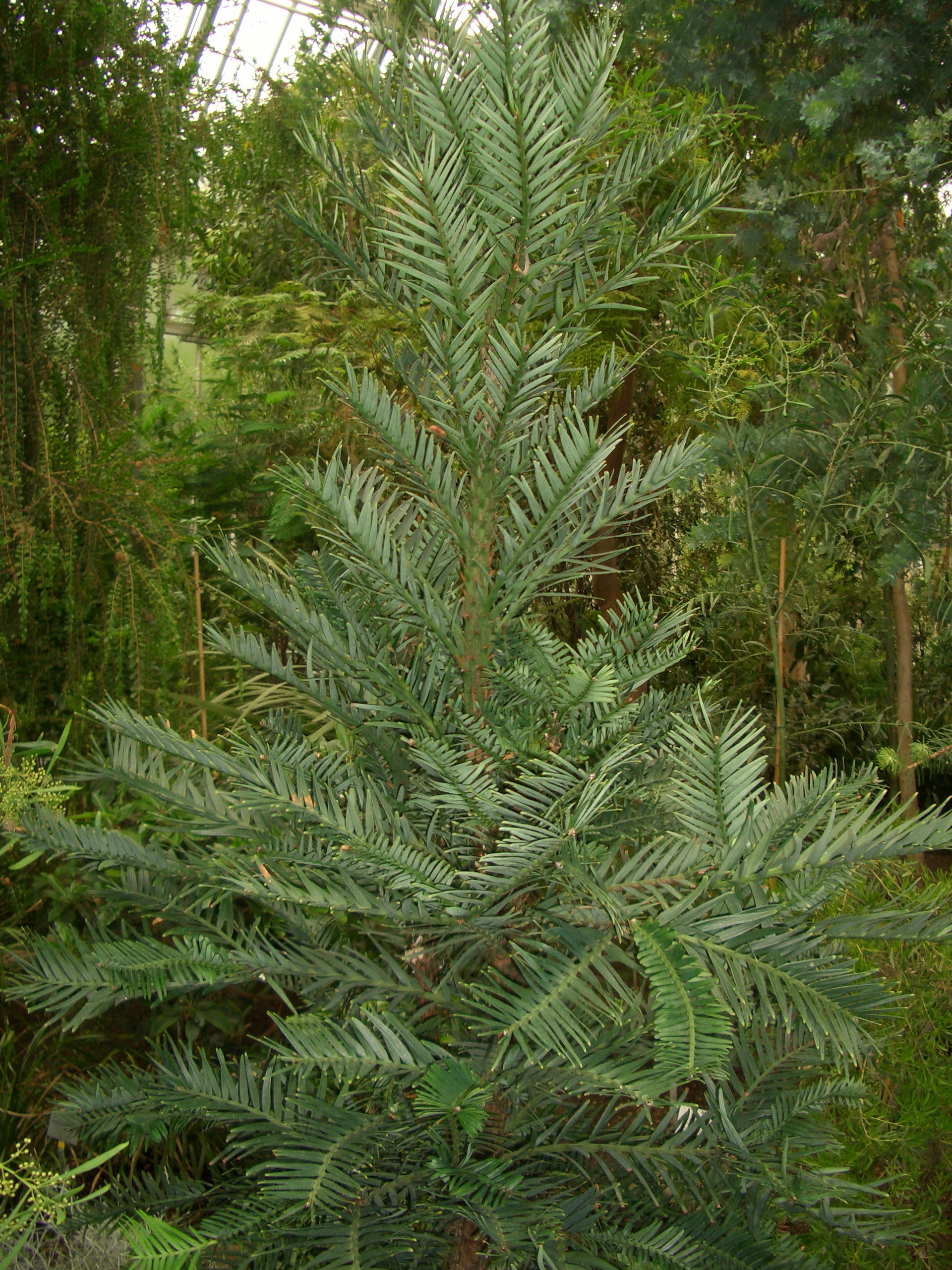
Żywa skamieniałość wollemia

### Rośliny wyjątkowe
Pod względem różnorodności gatunków Ogród Botaniczny w Berlinie z 22 tys. gatunków znajduje się na trzecim miejscu na świecie. Najstarszą rośliną w Ogrodzie Botanicznym jest palma z klasy rodzin sagowcowych, która zieleniła się jeszcze w starym Ogrodzie Botanicznym w Schöneberg. Wielkie wrażenie robi rosnący w wielkiej szklarni olbrzymi bambus o wysokości 25 m, średnicy 15 cm i z przyrostem wysokości do 30 cm dziennie. Botaniczną rzadkością jest ponad dwudziestoletnia welwiczja przedziwna. Jest jedynym egzemplarzem na świecie, który wytwarza nasiona w ogrodzie botanicznym. Od 3 maja 2006 Ogród Botaniczny posiada kolejną rzadkość: wysoką na dwa metry wollemię (Wollemia nobilis) w budynku z roślinnością Australii. Ten gatunek drzewa znany był jedynie ze skamieniałości sprzed milionów lat, dopóki w 1994 nie odkryto w Australii żywych egzemplarzy w znajdującym się na odludziu kanionie.

### Wsparcie finansowe
W celu finansowego wsparcia pracy Ogrodu Botanicznego istnieje możliwość przejęcia patronatu nad konkretną rośliną. Patronat zależnie od wielkości i częstości występowania rośliny wynosi od 250 € do 1500 € rocznie. Wśród patronów roślin znajdują się:
- Wigald Boning (paproć z rzędu Hymenophyllales),
- Nina Ruge (dzbaniwo kalebasowe (Crescentia cujete) z rodziny bigniowatych),
- Renate Künast (paproć Adiantum pedatum z rodzaju adiantum),
- Suzanne von Borsody (kaktus Echinocactus grusonii z rodzaju echnokaktus),
- Dr. Motte (pięknotka Bordiniera Callicarpa giraldii z rodziny jasnotowatych i firletka chalcedońska)[9].

Nadal istnieje możliwość nadania alejce swojego imienia za 60 € za metr kwadratowy, przy czym kwota przeznaczona jest na utrzymanie alejki.

### Sztuka
W ciągu lat wystawiane były w Ogrodzie Botanicznym liczne dzieła sztuki, zwłaszcza w ozdobnym ogrodzie włoskim:
- Irma Langhinrichs: Podzielona forma z 1975, wystawiona w 1988, przy głównej alei w pobliżu wejścia od strony Königin-Luise-Platz,
- Makoto Fujiwara: rzeźba w sadzawce z 1987, w ogrodzie wodnym,
- Irma Langhinrichs: Alga z 1964, w zbiorniku wodnym w ogrodzie włoskim[10],
- Constantin Starck: Grający na flecie i Dziewczyna z gałązką oleandra z 1928, w ogrodzie włoskim, zrekonstruowane w 1991/92,
- Arthur Lewin-Funcke: Poświęcenie z 1916 w ogrodzie włoskim,
- Kamień pamiątkowy dla Christiana Konrada Sprengela z 1916,
- Hermann Joachim Pagels: Siewca, lata 20., w pobliże wejścia od strony Unter den Eichen,
- Fritz Klimsch: Młoda dziewczyna z 1992 między działem systematyki a działem roślin leczniczych.

### Instalacje świetlne
Od 2016 roku pośród roślin usytuowano instalacje świetlne wzdłuż dwukilometrowej trasy której początek i koniec znajduje się przy wielkiej szklarni. Tysiące kolorowych lampek układają się w postacie baletnic, morskich stworzeń, aniołów, świątecznych gwiazd i bombek. W tle grają różne utwory muzyczne – w zależności od strefy, przez którą przechodzą odwiedzający.

## Budynki

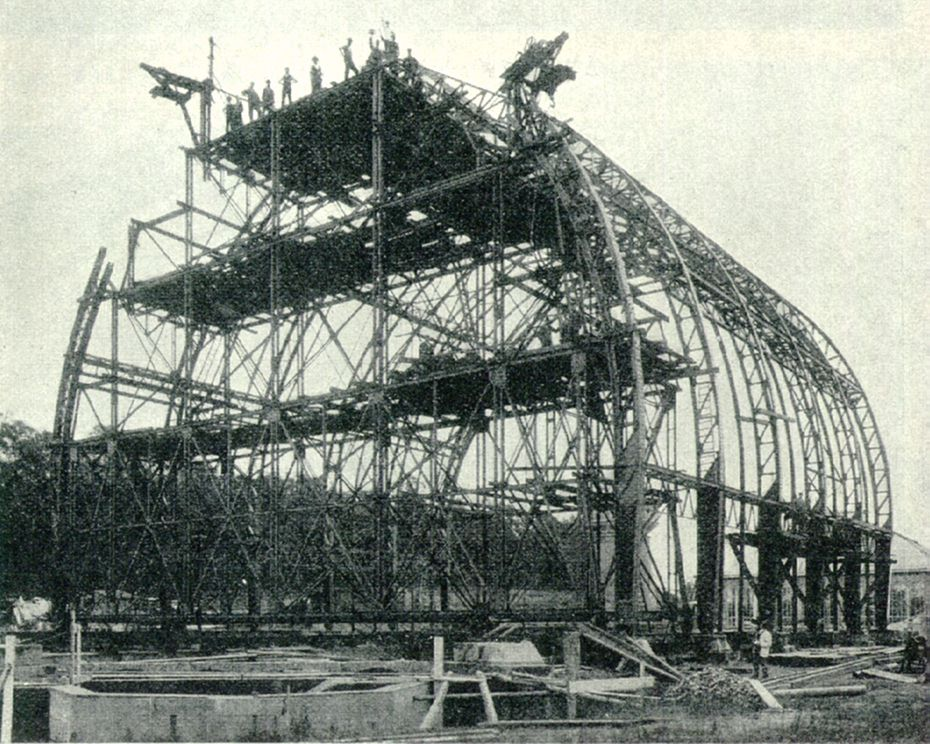
Budowa wielkiej szklarni 1906

### Szklarnie

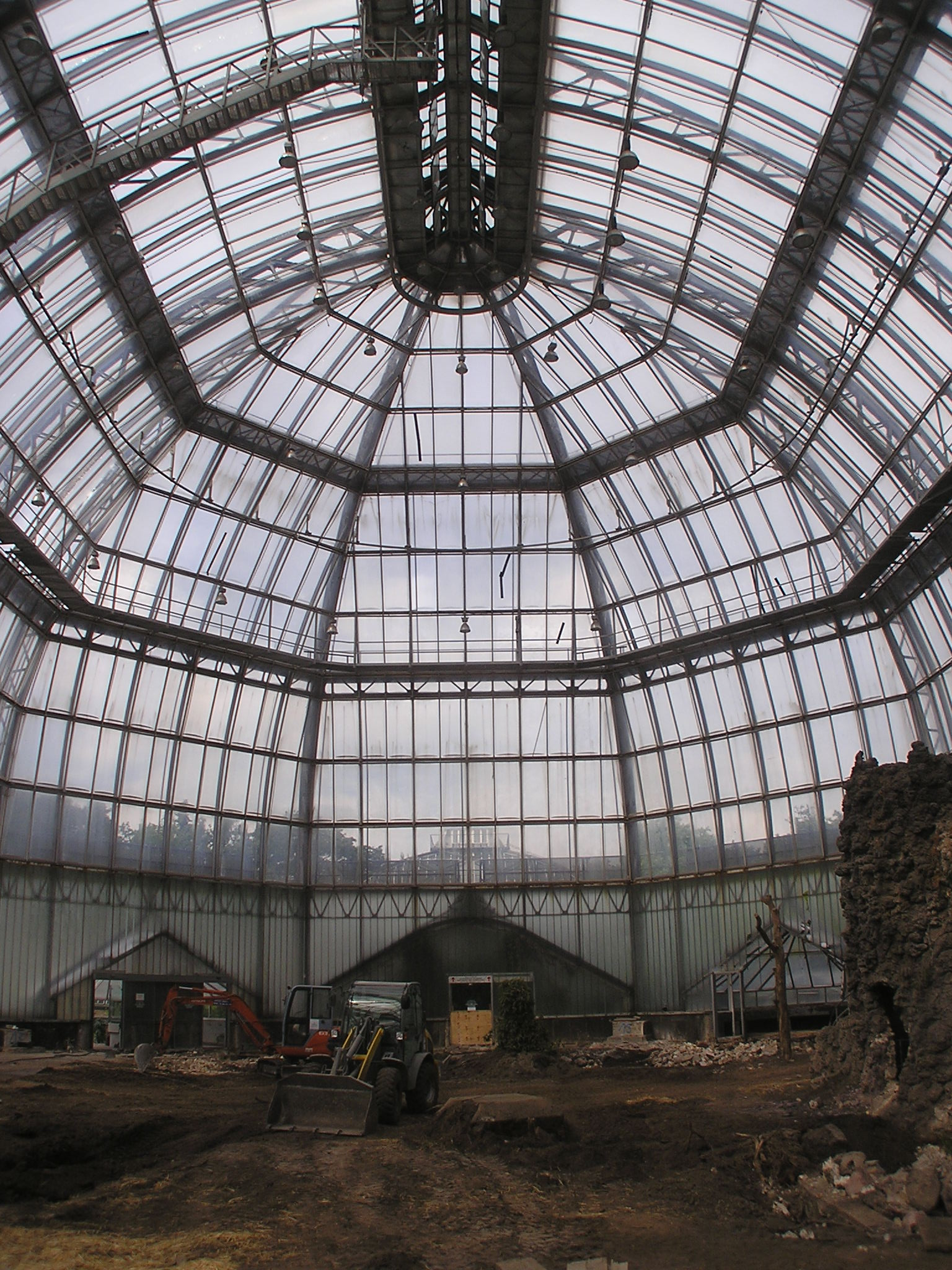
Wielka szklarnia na początku remontu po usunięciu roślinności

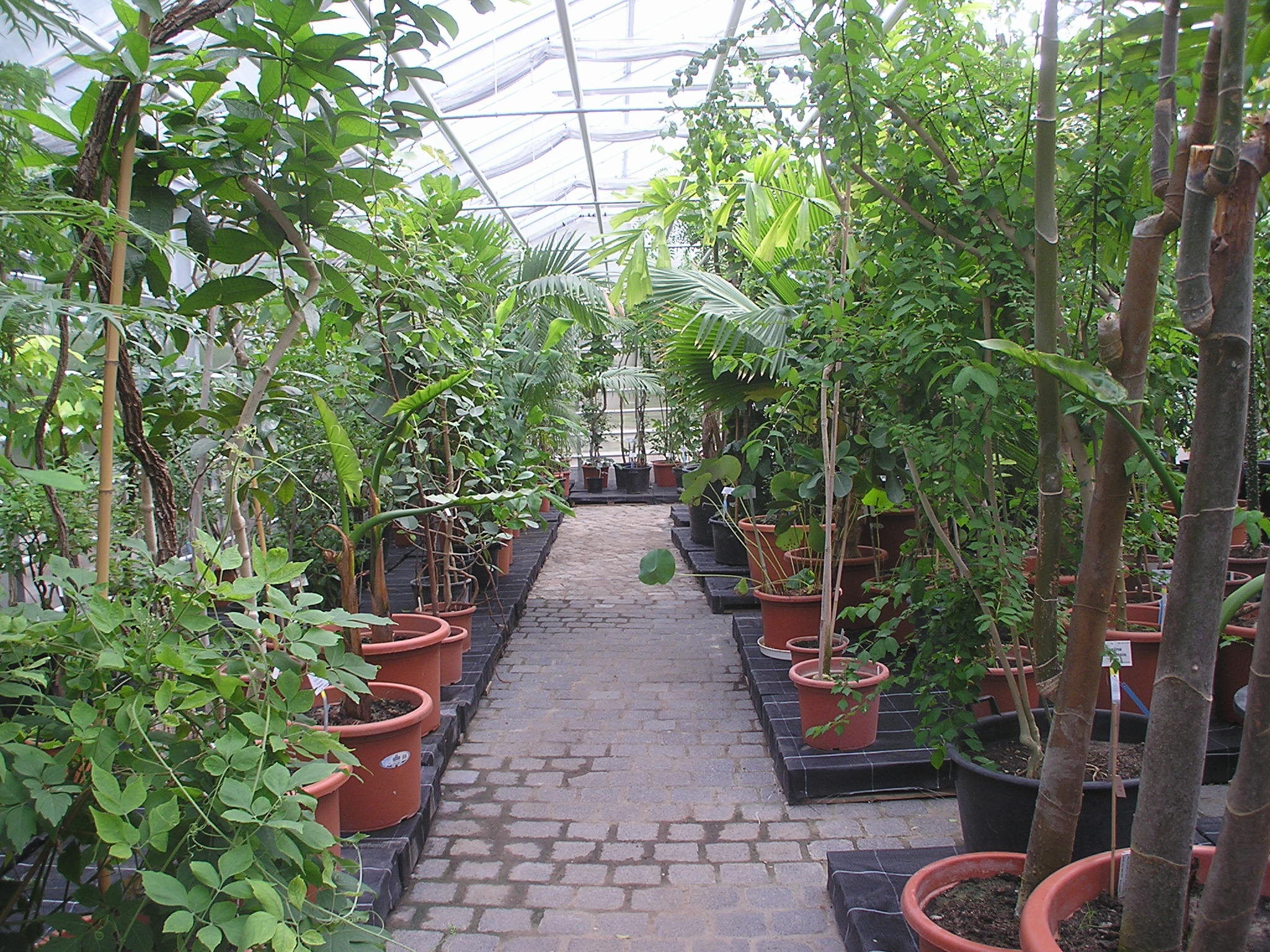
Nieudostępnione zwiedzającym tymczasowe miejsce dla roślin tropikalnych

Szesnaście szklarń, z których obecnie istnieje piętnaście, zostało wybudowanych na południowo-zachodnim zboczu wzniesienia Fichtenberg. Czternaście budowli stanowi prostokątny kompleks, w którym dominuje wielka szklarnia. Zarówno ona, jak i inne duże szklarnie stoją w „drugim rzędzie”, te o bardziej płaskim dachu ze względu na ukształtowanie zbocza są trzy metry niżej, bezpośrednio przy głównej alei. W ten sposób wykorzystywane są optymalnie promienie słoneczne padające na szklarnie, a same szklarnie nie rzucają na siebie cienia. Wszystkie mają taką samą budowę, w czasach gdy powstawały – nowatorską. Charakteryzuje się tym, że metalowa konstrukcja nośna znajduje się całkowicie wewnątrz (na przykład szklarnia z roślinami tropikalnymi i subtropikalnymi) albo całkowicie na zewnątrz szklarni (na przykład wielka szklarnia). W ten sposób uniknięto straty ciepła przez konstrukcję nośną, jak i niekorzystne skraplania się wody na stalowych wspornikach.

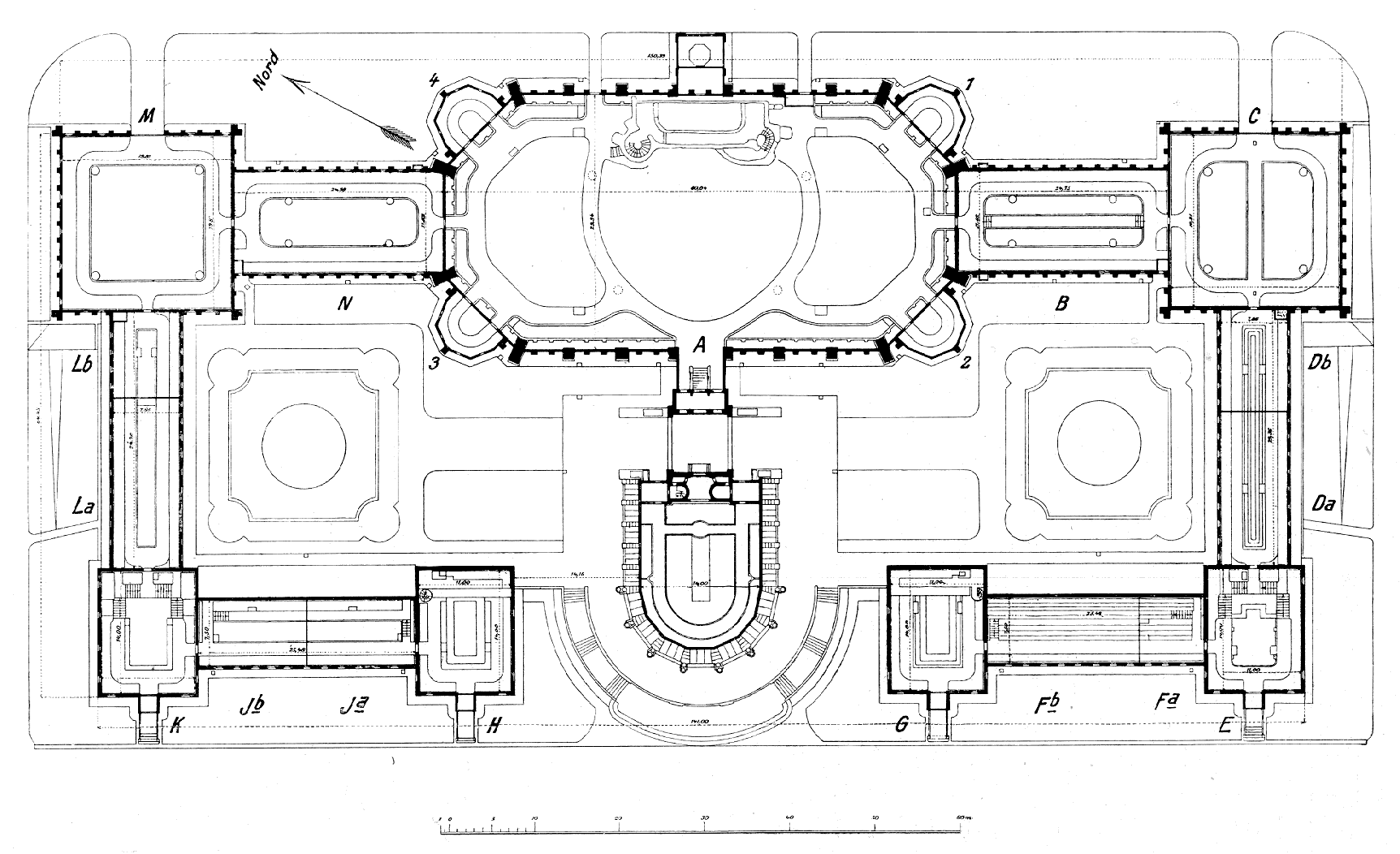
Pierwotny plan szklarni według projektu Alfreda Koernera

Powierzchnia wszystkich pierwotnie zaplanowanych ocieplanych szklarni wynosiła 8192 m². Do tego dochodziły nieogrzewane budynki z rozsadami o powierzchni około 1500 m².

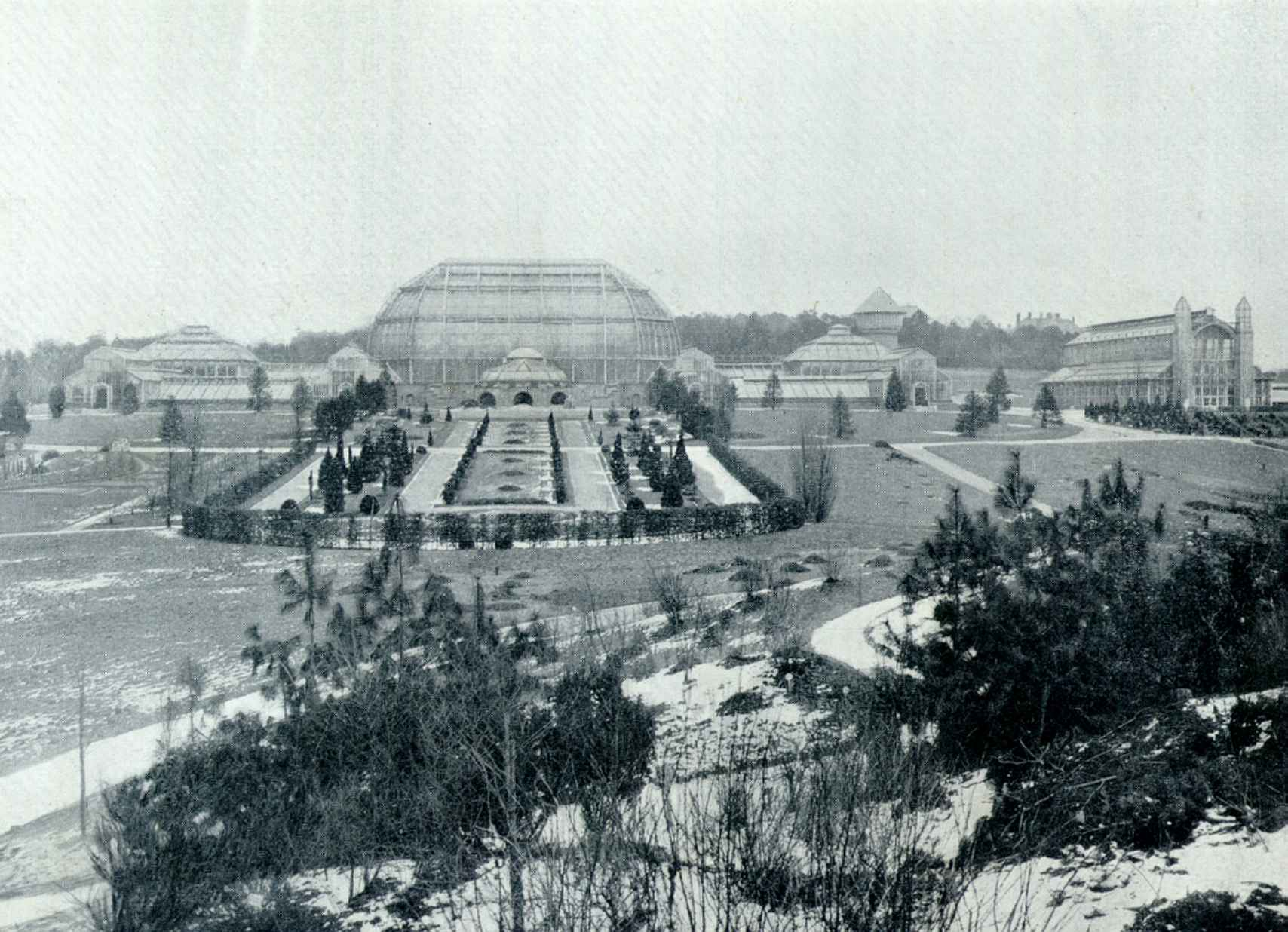
Widok szklarni z roku około 1905

Wielka szklarnia o wymiarach 60,04 m długości, 29,34 m szerokości i wysokości około 25 metrów mimo 100 lat nadal należy do największych na świecie konstrukcji ze stali i szkła i jest najważniejszym dziełem architekta Alfreda Koernera. Konstruktorem i statykiem tej szklarni był Heinrich Müller-Breslau. Prace trwały od 1905 do 1907 roku. Powierzchnia wynosi 1728 m², a kubatura 36 200 m³. Same grządki na środku szklarni miały powierzchnię 1000 m² i głębokość 3,50 m. Pod środkową grządką wybudowano piwnicę z grzejnikami. Dodatkowo w szklanym dachu znajdowały się trzy pierścienie rur grzewczych, które nie szpeciły go jednak dzięki ich małej średnicy. W celu ułatwienia prac remontowych wielka szklarnia zaopatrzona została w trzy galerie opasujące ją dokoła, do których można wejść przez szklaną wieżę, na tylnej stronie budynku.

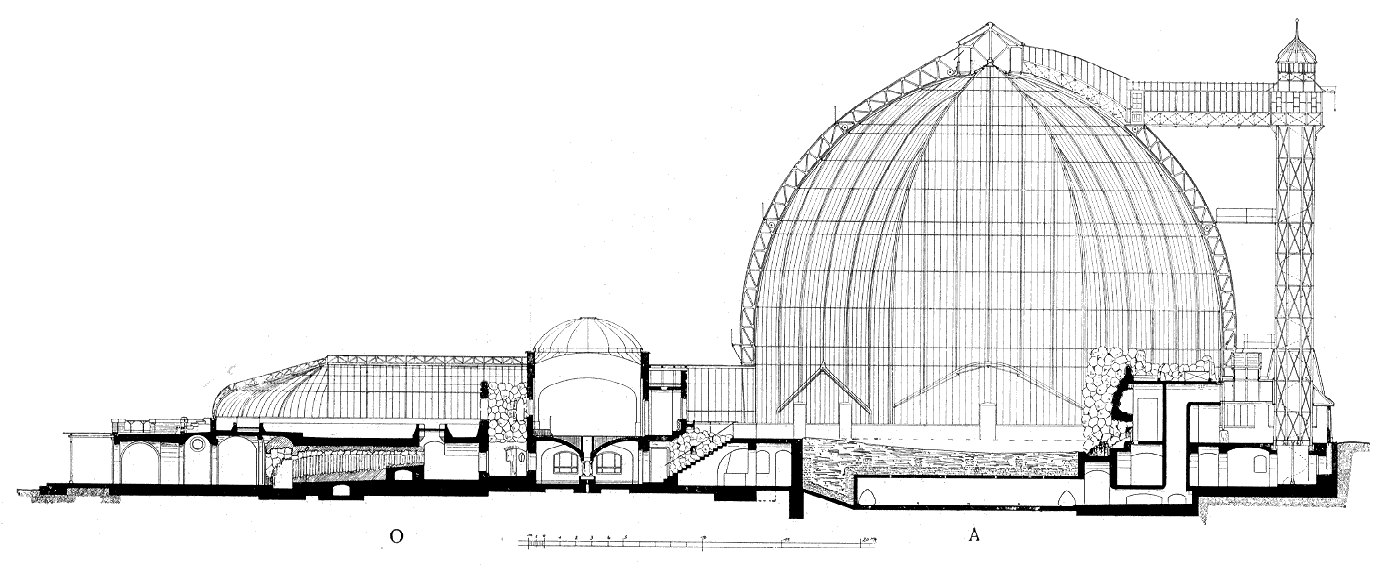
Przekrój poprzeczny wielkiej szklarni i szklarni z tropikalnymi roślinami wodnymi

Stalowa konstrukcja szklarni nie uległa zniszczeniu podczas drugiej wojny światowej. Jednak większość szyb nie wytrzymała fali uderzeniowej wywołanej przez eksplozję bomby burzącej jesienią 1943 roku. Większość roślin tropikalnych wymarzła, niektóre przeżyły tylko dlatego, że zaangażowani pracownicy trzymali je w swoich kuchniach i pokojach dziennych.

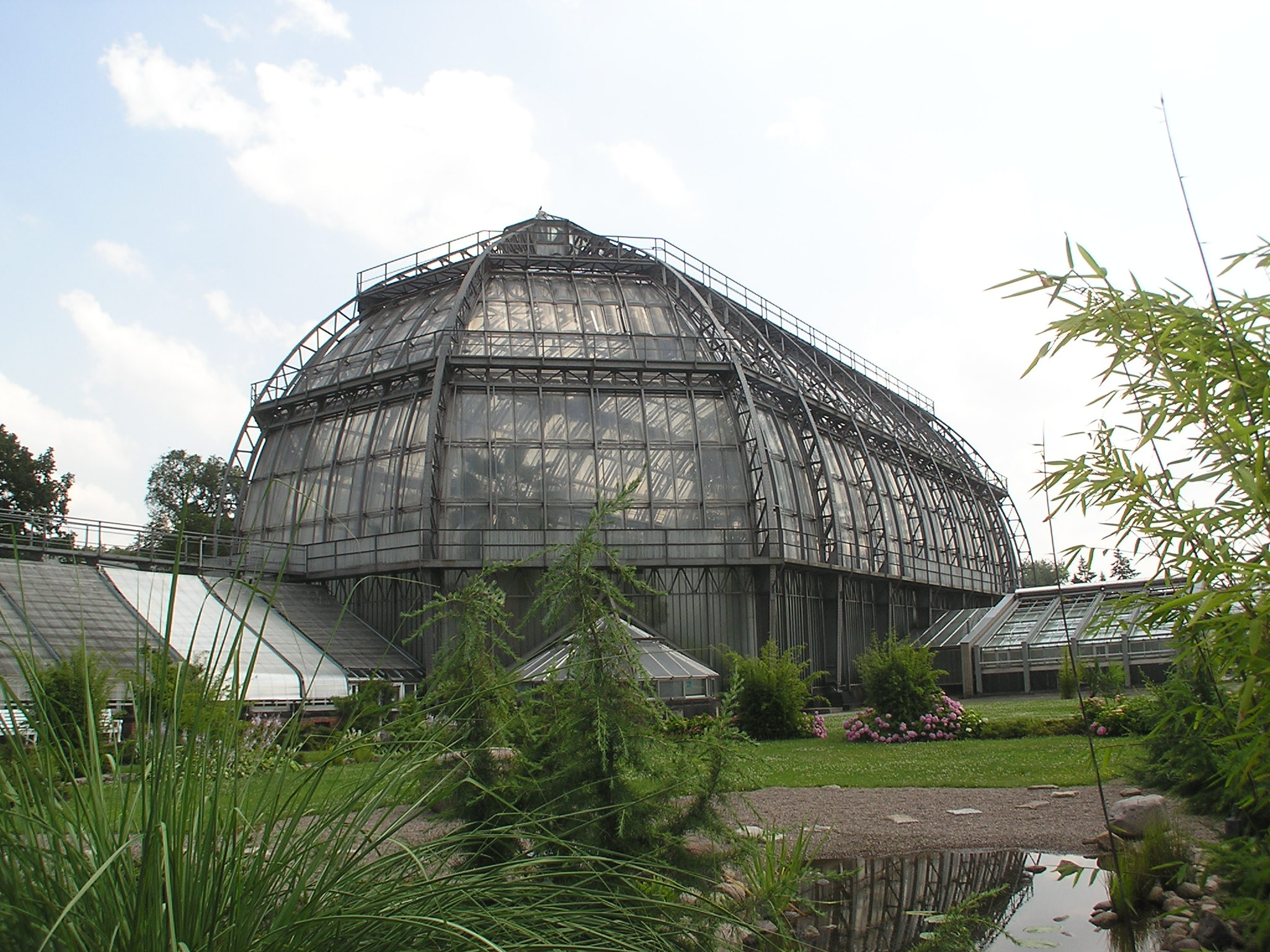
Wielka szklarnia przed remontem w lipcu 2006

Odbudowa po wojnie zaczęła się w 1949, a w następnym roku świętowano ponowne otwarcie szklarni z wiktoriami. Do dyspozycji zwiedzających w 1958 oddano dziewięć szklarń i dopiero 22 maja 1968 możliwe było otwarcie – jako ostatniej – wielkiej szklarni odbudowanej w ciągu pięciu lat za kwotę 3,45 miliona DM. Przy okazji odbudowy wykonano również modernizację instalacji technicznej budynku. Do pokrycia zamiast szkła krzemianowego użyto szkła akrylowego, ponieważ wykazuje ono korzystniejsze właściwości – absorbuje mniej ultrafioletu, ma mniejszą przewodność cieplną, jest lżejsze i bardziej wytrzymałe. Dzięki takim właściwościom możliwe było wykorzystanie większych tafli tworzywa (1 × 2 m). Wada tego materiału – palność – ujawniła się jednak 31 lipca 1969. Pożar, którego przyczyny nie są znane, wybuchł w górnej części kopuły i spowodował duże szkody w pokrywie z tworzywa sztucznego. Uszkodzone miejsca udało się zasłonić przed nastaniem chłodów, jednak ponowne otwarcie budynku nastąpiło dopiero 12 czerwca 1970. Jeszcze przed tym wydarzeniem przerobiono urządzenia grzewcze w czasie remontów w latach 60. W sklepieniu piwnicy zamontowano urządzenia wentylacyjne z szesnastoma wentylatorami. Ciepłe powietrze wdmuchiwane było przez szyby wentylacyjne na trzy różne wysokości budynku i przechodziło przez obieg od sześciu do ośmiu razy na godzinę. W celu podwyższenia wilgotności powietrza zainstalowano w kalenicy szklarni system zraszaczy z 66 dyszami, dzięki którym możliwe było rozpryskanie 130 litrów wody na minutę. Poza tym zamontowano 96 lamp rtęciowych, o mocy 400 W każda.
Ledwie 40 lat po ponownym otwarciu wielkiej szklarni konieczny był kolejny remont. W marcu 2004 musiano na krótko zamknąć budynek, bo przerdzewiały zawieszenia lamp pod kopułą i groziły zerwaniem. W styczniu 2006 doszło do awarii urządzeń grzewczych i z trudem udało się uratować przed zamarznięciem rośliny z sąsiedniego budynku z wiktoriami. Podobne uszkodzenie w wielkiej szklarni byłoby katastrofalne w skutkach. Wiele pękniętych szyb zaklejono tylko prowizorycznie. 16 lutego 2006 berliński Landtag zadecydował o kosztującym 16 mln € remoncie. Remont finansowany jest oprócz środków Freie Universität i Niemieckiej Fundacji Gier Losowych (niem. Stiftung Deutsche Klassenlotterie) również ze środków programu kształtowania środowiska i gospodarowania zasobami przyrodniczymi (niem. Umwetlentlastungprogramm) w ramach berlińskiej komisji senatu do spraw rozwoju miasta, z programu rozwoju szkół wyższych Federalnego Ministerstwa Edukacji i Badań i Europejskiego Funduszu Rozwoju Regionalnego Unii Europejskiej. Po przeniesieniu roślin do innych szklarń i do osobnej tymczasowej, w sierpniu 2006 rozpoczął się remont budynku. Do końca 2008 roku wielka szklarnia będzie zamknięta.
W środkowej osi przed wielką szklarnią znajdował się budynek O z tropikalnymi roślinami wodnymi. Miał długość dziesięciu i szerokość ośmiu metrów. Już w starym ogrodzie olbrzymie rośliny będące przedstawicielami grzybieniowatych przyciągały zwiedzających do szklarni znajdującej się w eksponowanym miejscu i również w nowym Ogrodzie Botanicznym znalazły swój dom w centrum kompleksu szklarń. Istniejące obecnie połączenie z wielką szklarnią wybudowano dopiero w latach 1966–1969. Budynek z wiktoriami powiększono z 214 m² do 254 m² i dobudowano szklarnię z roślinami bagiennymi. Powiększono również basen znajdujący się wewnątrz z 70,3 m² do 113 m².
Zwiększyła się też liczba wejść do budynków dla zwiedzających. Ten z wiktoriami udostępnił piętro podziemne z dwoma basenami z roślinnością bagienną i dwa akwaria z roślinami wodnymi z różnych zakątków świata. Na piętrze tym znajduje się obecnie również sklep (czasowo przeniesiony do muzeum z powodu remontu szklarni) i kawiarenka. Z podziemia można przejść bezpośrednio do wielkiej szklarni i do leżących po obu jej stronach szklarń G i H – punktów początkowych tras zwiedzania. Otwarcie nowych przejść i pomieszczeń nastąpiło 19 czerwca 1969.

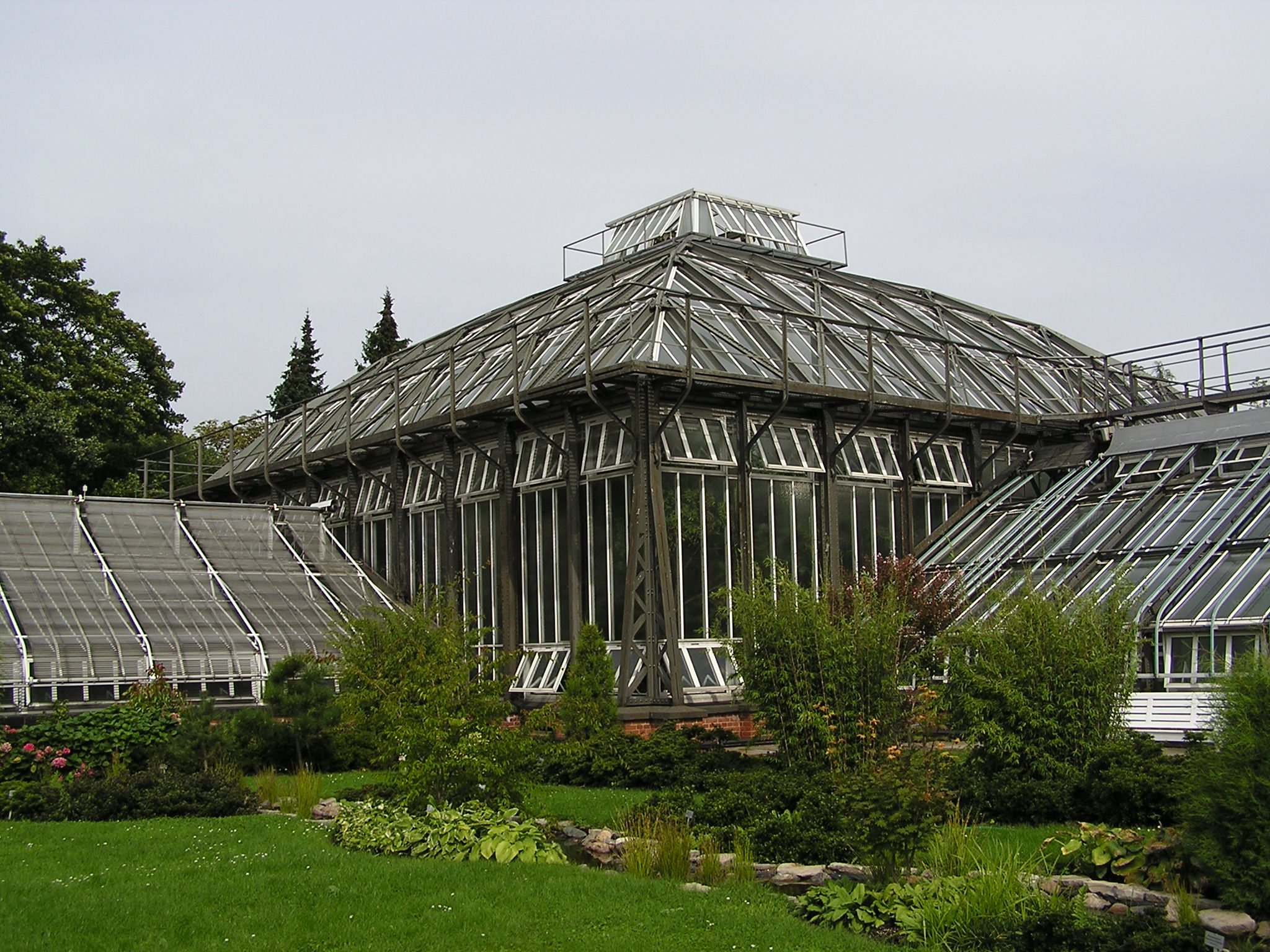
Szklarnia M (Australia, Nowa Zelandia)

Krańcowe punkty w tylnym rzędzie szklarń stanowią szklarnie C i M. Mają kształt kwadratu, powierzchnię 393 m² i maksymalną wysokość 11,50 m. Z wielką szklarnią łączyły je bardziej płaskie szklarnie B i N. Miały wysokość 4,50 m i powierzchnię 288 m². Połączenie między tylnym a przednim rzędem szklarń tworzą obecnie jeszcze bardziej płaskie szklarnie D i L o wysokości 3,30 m. Każda z nich ma powierzchnię 231 m².

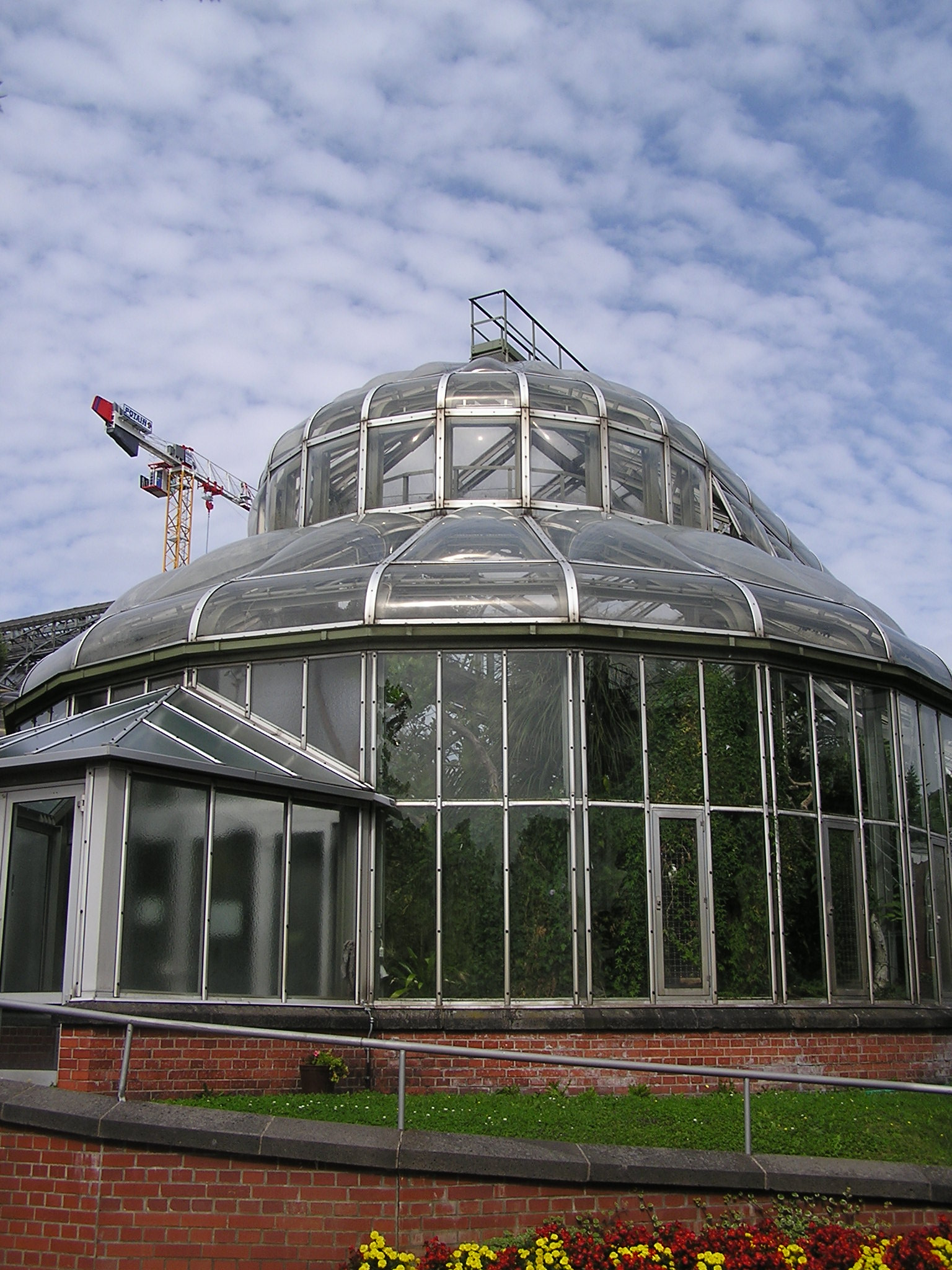
Szklarnia E (rośliny wilgotnej strefy tropikalnej), budynek z 1987

W pierwszym rzędzie wybudowano cztery szklarnie o takiej samej wielkości (E, G, H i K) o maksymalnej wysokości 9,30 m i powierzchni 154 m². Pomiędzy każdą dwójką tych szklarń znajdowały się płaskie szklarnie F i I o wysokości 4,50 m i powierzchni 191 m² każda.
Od 1979 do 1987 wszystkie szklarnie z przedniego rzędu (od D do K) zostały zburzone i zastąpione nowymi budynkami według planu architekta i artysty Engelberta Kremsera. Jako powody nowej budowy wymienia się powolne zniszczenie i potrzebę zwiększenia powierzchni. Kremser wykorzystał możliwości nowoczesnego kształtowania materiałów i pracował z wieloma zaokrągleniami w nawiązaniu do form organicznych. Zaokrąglenia wykorzystał zarówno w projektowaniu frontów, jak i przejść ścian w dachy.

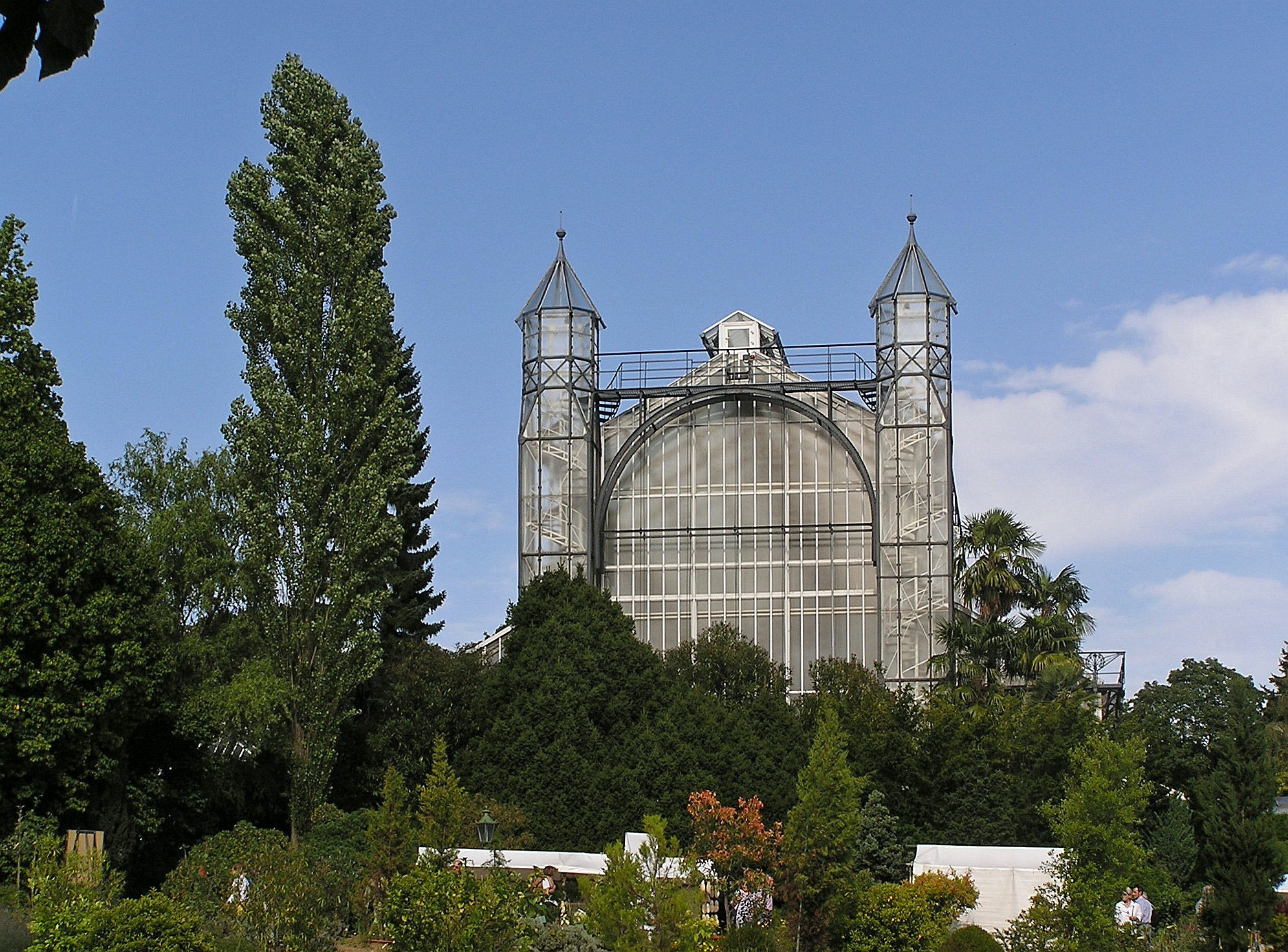
Wysoka na 16 metrów szklarnia z roślinami subtropikalnymi

W oddaleniu od głównego kompleksu znajduje się drugi architektoniczny punkt kulminacyjny. Jest to szklarnia z roślinami subtropikalnymi, nazywana również szklarnią śródziemnomorską. Swoją trójnawową budową i dwoma wieżami portalowymi nabiera prawie charakteru katedry. Powierzchnia szklarni wynosi 878 m² przy maksymalnej wysokości 15,8 m. Jej usytuowanie wynikało z powodów „technicznych” – konieczna była większa odległość, żeby nawet przy padającymi zimą pod ostrym kątem promieniami słonecznymi uniknąć zacienienia innych szklarni. Gruntowny remont przeszła w latach 1989–1992.
Mała szklarnia z kolonialnymi roślinami użytkowymi znajdowała się z dala od innych, w ogrodzie kolonialnym w pobliżu kotłowni. Miała prosty kształt, wysokość 3,70 m i powierzchnię 134 m². Obecnie tej szklarni już nie ma.

### Pawilony

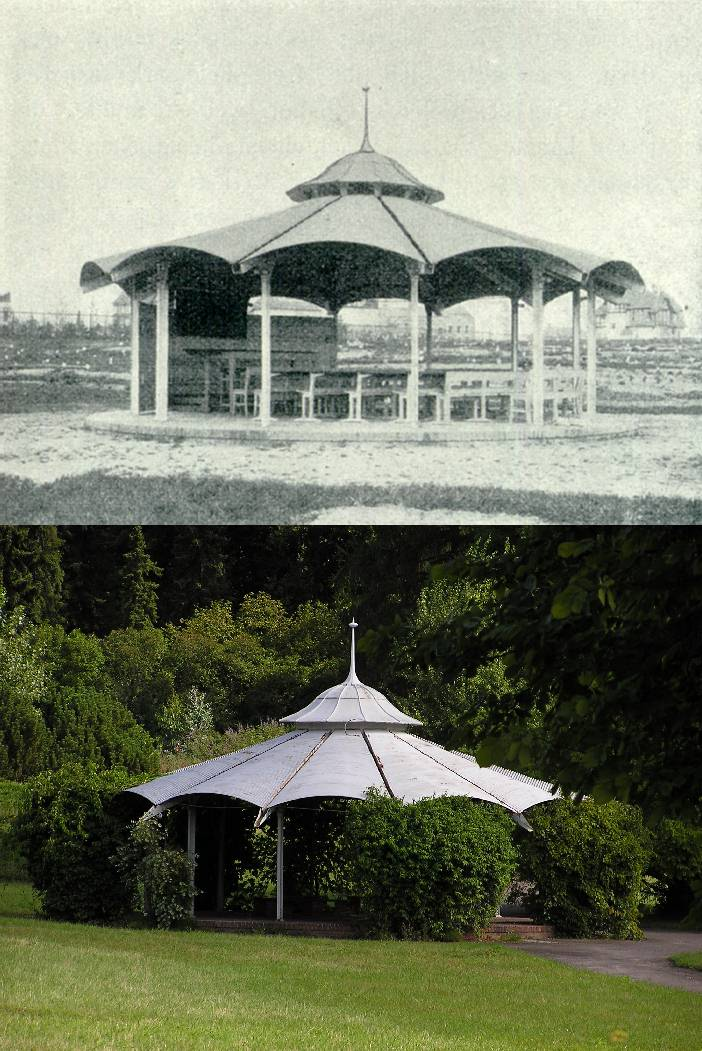
Sala wykładowa około roku 1905 i 100 lat później

Na wolnym powietrzu liczne pawilony oferują możliwość wypoczynku, miejsce do czytania książek lub ochronę przed deszczem. Koerner zaprezentował tutaj swoje umiejętności architektoniczne, projektując budynki w różnych stylach, dopasowane do ich botanicznego sąsiedztwa. Częściowo pawilony tworzą małe zespoły ozdobne.

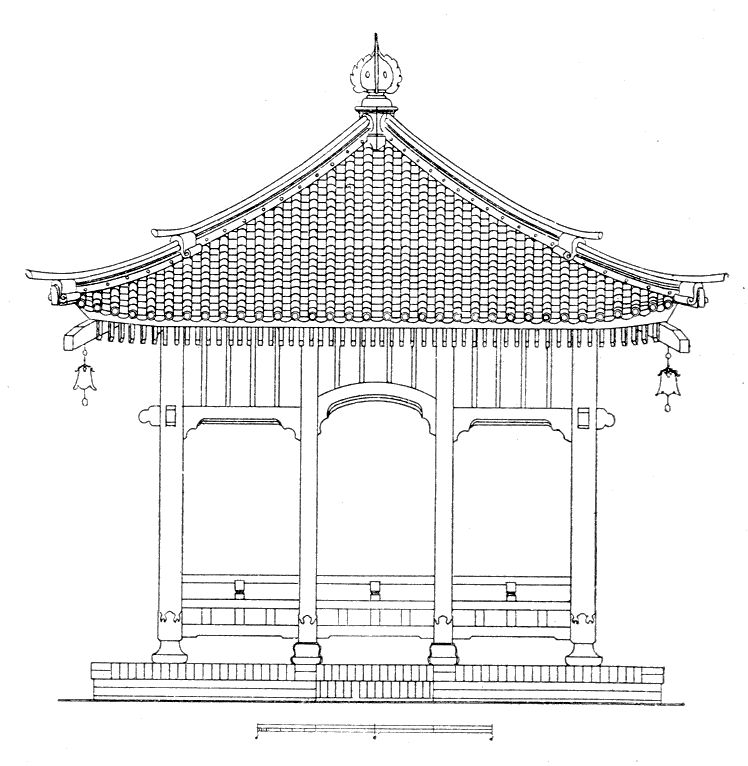
Japońska altana

Na terenie zespołu geograficznego, który prezentuje florę Azji Wschodniej, w centralnym punkcie japońskiego ogrodu zdobnego znajduje się „japońska altana”.
W centralnym miejscu arboretum znajduje się „różana altana”. Ze skały magmowej Koerner stworzył tutaj półokrągłą, masywną budowlę z elementami architektury romańskiej. Otoczona jest dzikimi różami, które ją zarastają i tworzą kontrast z ciemną budowlą.
W dziale systematyki, obecnie na środku szeroko rozciągających się łąk, znajduje się otwarta sala wykładowa. Engler często przychodził do niej ze swoimi studentami i prowadził wykłady. Dlatego obecnie nosi również nazwę „pawilonu Englera”.
W byłym „dziale morfologicznym I”, obecnym „Ogrodzie zapachu i dotyku”, znajduje się budynek w kształcie grzyba z miejscami siedzącymi. Ten trochę niezdarny pawilon skrywa pod sobą zbiornik o pojemności 180 m³, w którym zbierana jest deszczówka z wszystkich szklanych dachów o łącznej powierzchni około 8000 m². Woda wykorzystywana jest do zasilania wrażliwych roślin.
Kombinacją pawilonu i budynku gospodarczego jest „domek alpejski”. Na skraju ogrodu alpejskiego postawiono go w stylu szwajcarskiego budynku drewnianego. Oprócz swojego podstawowego celu, czyli budynku do prac ogrodniczych, oferuje również miejsce do odpoczynku i osłonę przed opadami atmosferycznymi. Kolejne osłonięte pomieszczenia wybudowano przy obu wejściach do ogrodu, przy budyneczkach portierów.
Dość późno dodano „pawilon Dorothei” nad brzegiem górnego jeziora.

### Budynki mieszkalne i gospodarcze

#### Elektrociepłownia

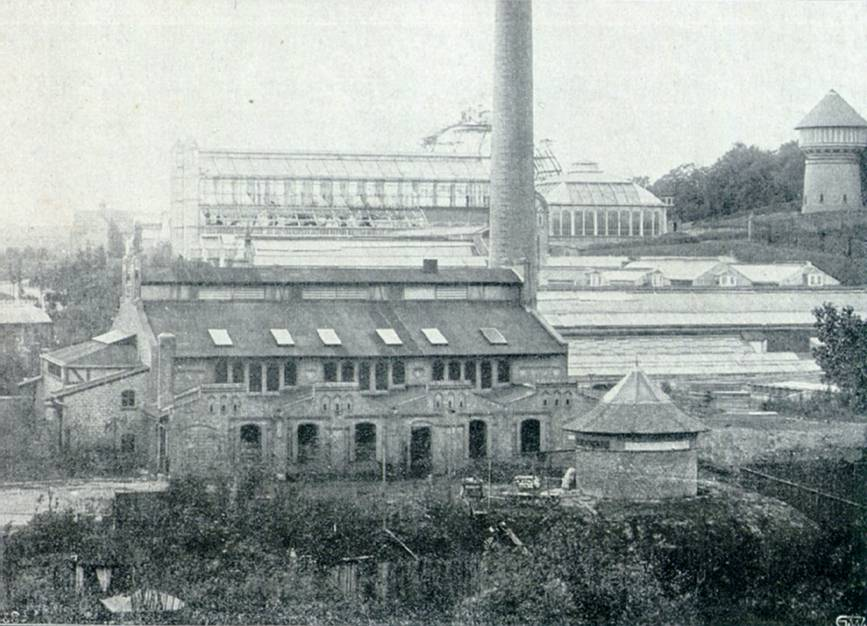
Kotłownia z kominem, stacja pomp i wieża ciśnień w 1905

Ze względu na szczególne wymogi w zakresie zapewnienia roślinom odpowiednich warunków termicznych, ogród musiał mieć zapewnione odpowiednio wydajne i pewne źródło ciepła. W tym celu specjalnie na potrzeby ogrodu wybudowano elektrociepłownię. Zakład ten zaopatrywał ogród w ciepłą wodę służącą do ogrzewania i użytkową, zapewniał parę wodną do zamgławiania i utrzymywania odpowiedniej wilgotności szklarń z roślinami tropikalnymi, dostarczał energię elektryczną. Do czasu likwidacji elektrociepłownia zużywała 1500 ton węgla rocznie. 13 września 1967 roku ogród został przyłączony do sieci ciepłowni Fernheizwerk Steglitz. Roczne zużycie energii w ogrodzie wynosi 8580 Gcal, z czego trzecią część pochłania wielka szklarnia z roślinami tropikalnymi. Remont tej szklarni rozpoczęty w 2006 r. ma spowodować zmniejszenie całkowitego zapotrzebowania energetycznego o jedną piątą.

#### Zaopatrzenie w wodę
Podobnie ważne jak dostawy ciepła jest zaopatrzenie ogrodu w świeżą wodę. W ogrodzie wykopano dwie studnie głębinowe sięgające na głębokość 50 m. W celu zapewnienia odpowiedniego ciśnienia wody w wodociągach wybudowana została wieża ciśnień o pojemności 550 metrów sześciennych. Przez pompownię ogrodu dziennie tłoczonych jest 1000 metrów sześciennych wody. Po modernizacjach pompy obsługiwane są elektrycznie.
Zaopatrzenia w wodę budynków realizowane jest z sieci publicznej. Sieć ta w nagłych wypadkach stanowić może awaryjne źródło wody dla roślin.

#### Budynki mieszkalne

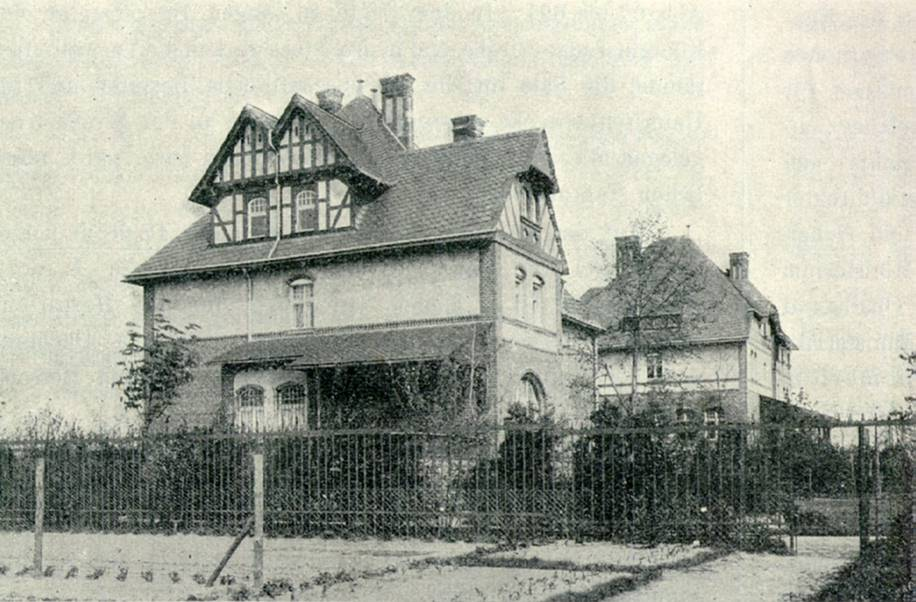
Dom zastępcy dyrektora w 1905 roku

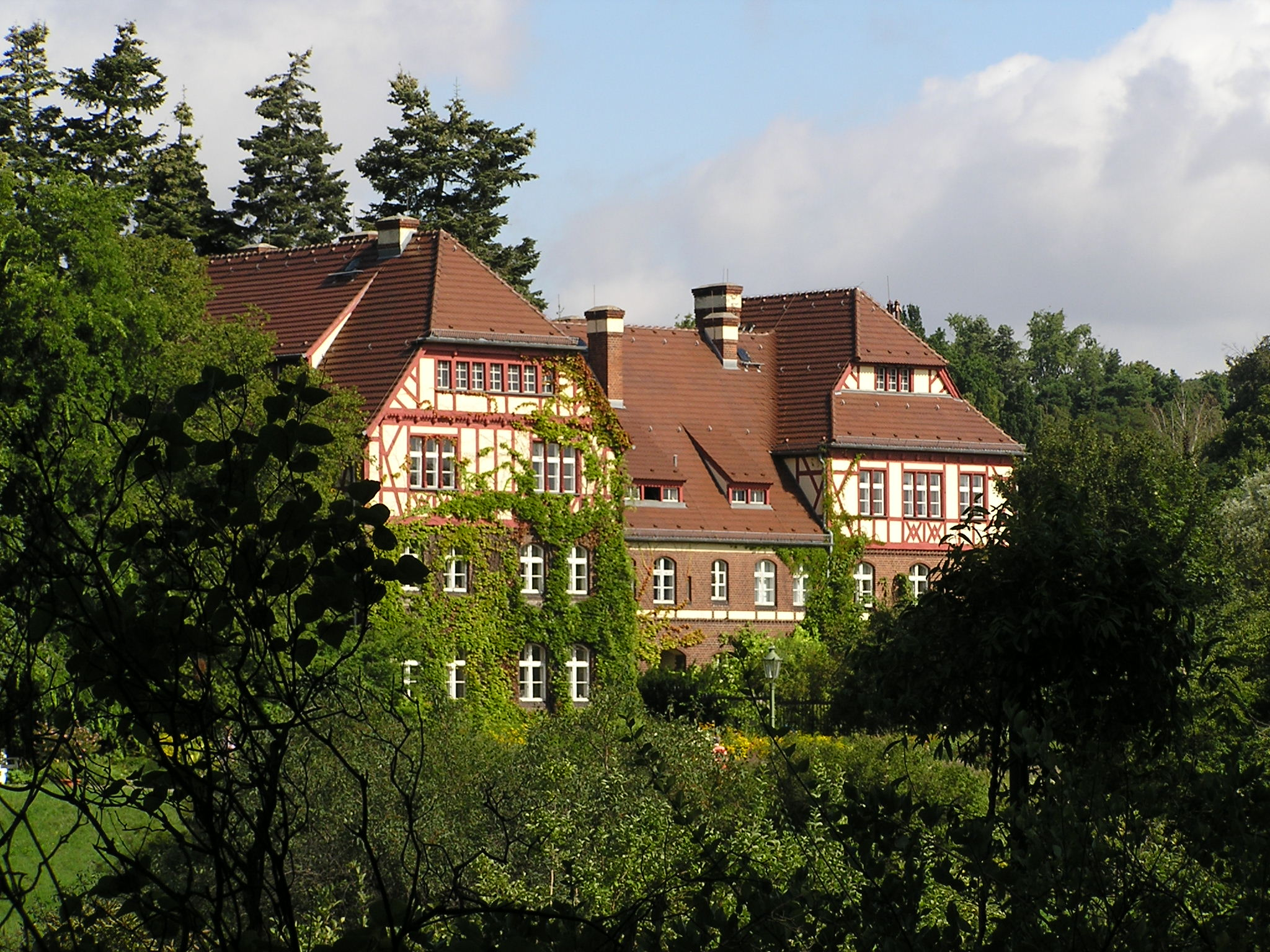
Jeden z dawnych budynków mieszkalnych w ogrodzie

Dla Englera i Urbana, dyrektora i kierownika, wybudowane zostały w sąsiedztwie ogrodu dwa domy mieszkalne, położone na zachód od wyjścia na Königin-Luise-Platz. Dom dla zastępcy dyrektora został podczas drugiej wojny światowej zniszczony, podczas gdy dom dyrektora zachował się do chwili obecnej. Zachował się również były budynek mieszkalny nadinspektora ogrodu położony w pobliżu południowego wyjścia na Unter den Eichen Straße, obecnie użytkowany jako ośrodek edukacyjny ogrodu – szkoła botaniczna (Pädagogische Beratungsstelle im Botanischen Garten /Botanikschule). Dwa z wielu budynków mieszkalnych dla pracowników ogrodu zostały również wybudowane w obrębie ogrodu, w jego południowej części między ogrodem publicznym i hodowlanym.

### Muzeum, herbarium i biblioteka

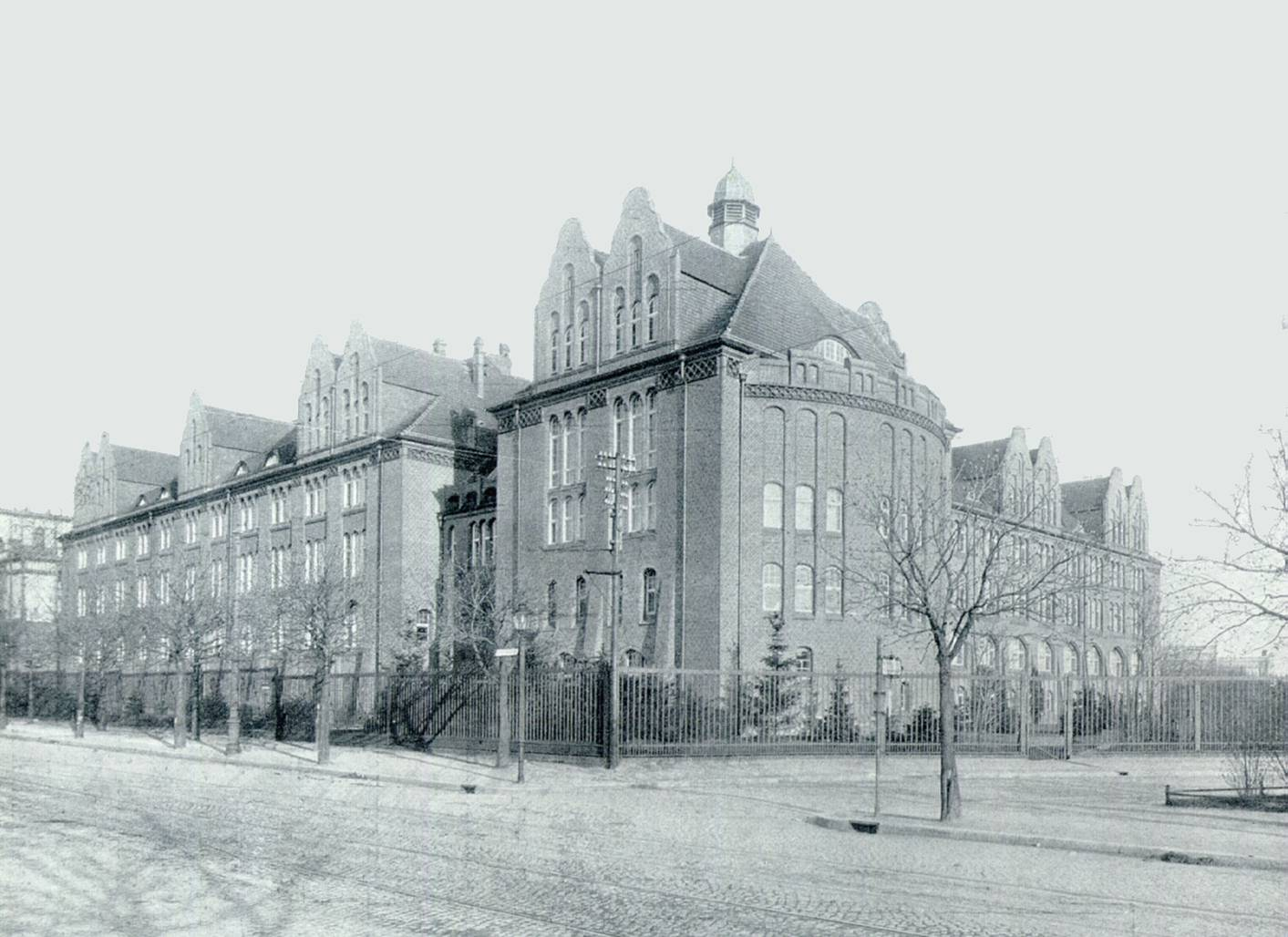
Nowo wybudowane muzeum, biblioteka i herbarium w 1905 r

Muzeum, herbarium i biblioteka zostały wybudowane we wspólnym budynku na Königin-Luise-Straße w latach 1903–1906. Budynek składa się z części centralnej o długości 78,9 m i dwóch skrzydeł – zachodniego o długości 46,7 m i wschodniego o długości 28,2 m. W części centralnej znajdują się pomieszczenia administracji ogrodu, pracownie, a w narożniku północno-zachodnim także duże audytorium. W zachodnim skrzydle siedzibę ma Muzeum Botaniczne, znajdowało się tu także Centralne biuro badań botanicznych w koloniach niemieckich (Botanische Zentralstelle für die deutschen Kolonien). W skrzydle wschodnim ulokowane zostały zbiory zielnikowe i biblioteka. Skrzydła zostały zaprojektowane w taki sposób, by w razie potrzeby można było je powiększyć.
Wejście do budynku prowadzi do hali wysokiej na dwa piętra, z której można dostać się do różnych części budynku.

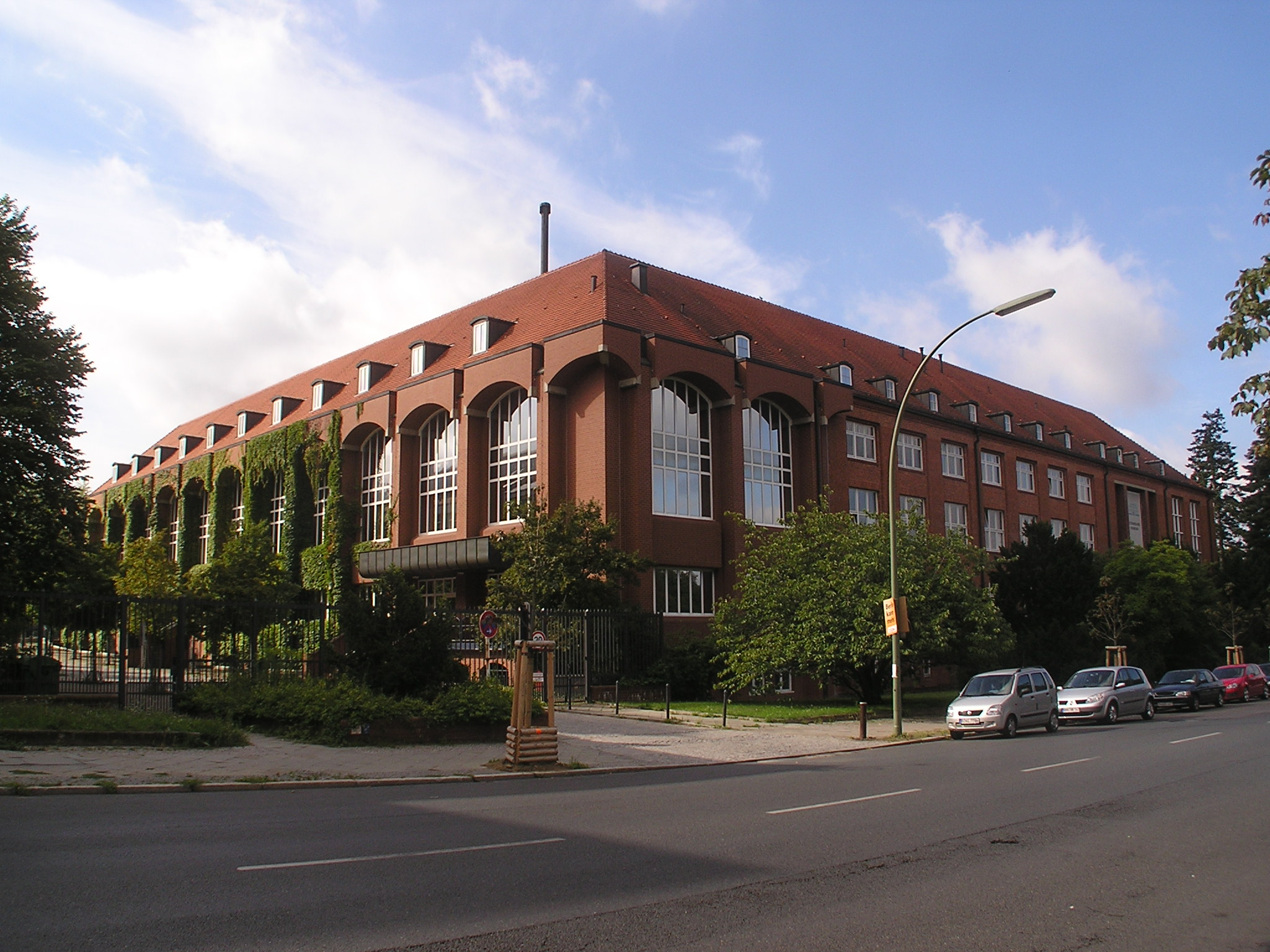
Gmach muzeum botanicznego po przeniesieniu w 1987 roku biblioteki i zielnika

Podczas drugiej wojny światowej budynek został mocno uszkodzony. Podczas nalotu 1 marca 1943 roku bomba eksplodowała w skrzydle z herbarium i biblioteką, po czym stanęły one w ogniu. Pożar podsycony kolejną bombą fosforową wypalił do następnego dnia całe skrzydło i część budynku głównego. Skrzydło z muzeum stało nadal, choć ucierpiało od fal uderzeniowych po wybuchach. Budynek ucierpiał ponownie podczas ataku lotniczego z 29 stycznia 1944 roku.

#### Muzeum botaniczne

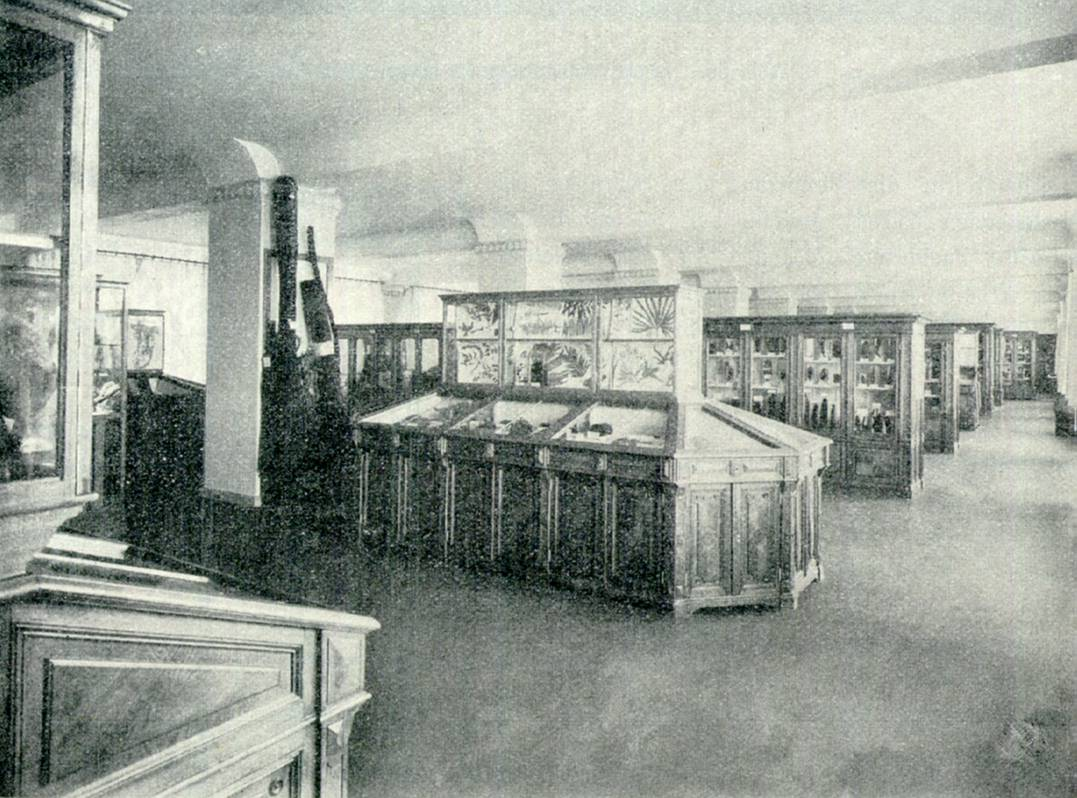
Sala wystawowa w muzeum w 1905 r

W latach 1953–1959 przebudowany został budynek główny i skrzydło zachodnie, w którym umieszczono nie tylko muzeum, ale także bibliotekę i zbiory zielnikowe. W latach 1983–1987 odbudowane zostało skrzydło wschodnie według projektu Rainera G. Rümmlera, przy czym jego kubatura była większa niż w okresie przedwojennym.

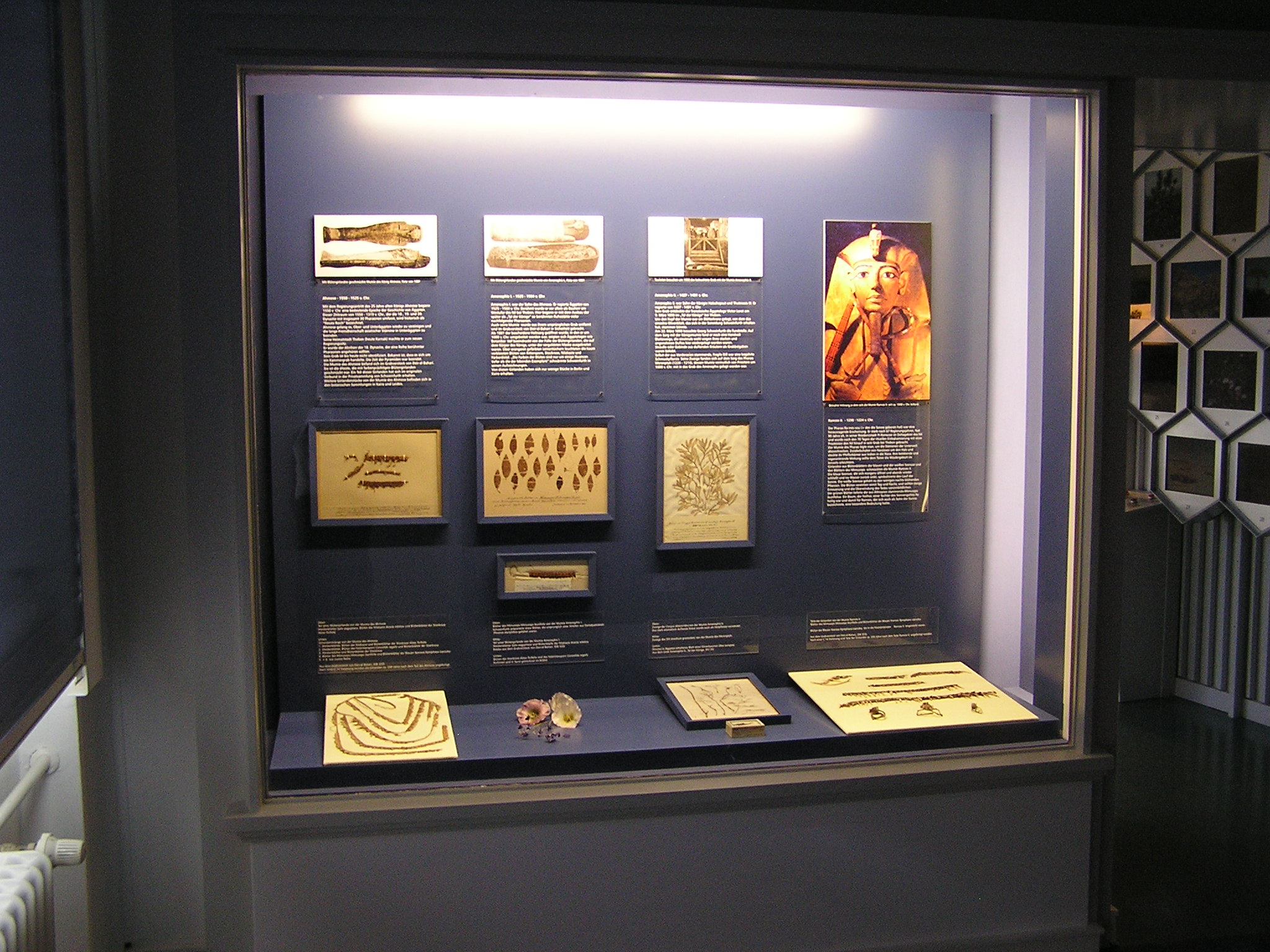
Wystawa zbiorów z Egiptu

Historia muzeum sięga roku 1879, kiedy udostępniono zainteresowanym zbiory herbarium w budynku znajdującym się jeszcze w starym ogrodzie. W kolejnym roku zorganizowana została pierwsza wystawa. Po przenosinach do Dahlem w 1907 roku muzeum otrzymało trzy piętra i znacznie większe powierzchnie wystawiennicze. Dzięki temu rozszerzona została wystawa fitogeograficzna i paleobotaniczna, przedstawiono przegląd systemów reprodukcji w królestwie roślin i prezentację o ważniejszych rodzajach roślin.
Po zniszczeniu muzeum w czasie wojny wznowiło ono swoją działalność w 1957 roku, organizując liczne ekspozycje, jednak na znacznie zredukowanej powierzchni, na jednym tylko piętrze. Dopiero po przeniesieniu zielnika i biblioteki do nowo odbudowanego skrzydła wschodniego, muzeum powiększono. 11 marca 1991 przekazano muzeum drugie piętro, a na przełomie 2004 i 2005 – pierwsze.
Muzeum stanowi ważne uzupełnienie dla ogrodu, przedstawiając zagadnienia związane z botaniką, których nie można lub trudno zaobserwować w ogrodzie. W muzeum można się zapoznać z historią rozwoju świata roślin, z jego przemianami w ciągu roku, z budową wewnętrzną, mechanizmami wzrostu i rozwoju, z zakresem zastosowań rozmaitych gatunków roślin użytkowych.

#### Herbarium i biblioteka
Do najstarszych kolekcji w herbarium należą zbiory Elsholtza z 1657 roku. Znakomita większość zbiorów zielnikowych i bibliotecznych pochodzi z okresu po roku 1818. Wówczas to zaczęły trafiać tu zbiory rozmaitych botaników, przy czym do pierwszych i większych nabytków należały zbiory zielnikowe i biblioteka Willdenowa.
Gdy przenoszono bibliotekę do nowego budynku w Dahlem, zawierała ona około 37 000 woluminów. W herbarium w tym czasie znajdowało się 17 500 arkuszy zielnikowych, w tym 3200 roślin zarodnikowych. Niektóre ważne zbiory, na przykład Willdenowa lub pochodząca z Himalajów kolekcja księcia Waldemara, trzymane były oddzielnie, poza głównym herbarium.
Trafienie bomby 1 marca 1943 roku i pożar będący tego następstwem spowodowały zniszczenie niemal całego zbioru gromadzonego przez trzy wieki. W bibliotece spaliło się 80 000 książek i 200 000 odbitek. Natychmiast po utracie biblioteki rozpoczęło się jej odtwarzanie z darów i zakupów. Na początku 1945 roku stan biblioteki wynosił 20 000 woluminów i 50 000 odbitek. W końcu drugiej wojny światowej i ten zbiór został jednak w znacznym stopniu utracony.
Po odbudowaniu wschodniego skrzydła w 1987 roku przeniesiono tam zielniki i bibliotekę. W tym czasie w zbiorach znajdowało się ok. 85 600 książek i czasopism.

## Wydawnictwa
Ogród Botaniczny wspólnie z Muzeum Botanicznym wydaje dwa czasopisma naukowe: „Willdenowia” i „Englera”. Poza tym publikowany jest Index seminum oraz wydawnictwa dotyczące bieżącej działalności i ekspozycji tych placówek. W XIX w. wydawany był także „Jahrbuch des Königlichen Botanischen Gartens und des Botanischen Museums zu Berlin”.

## Miejsca pochówku

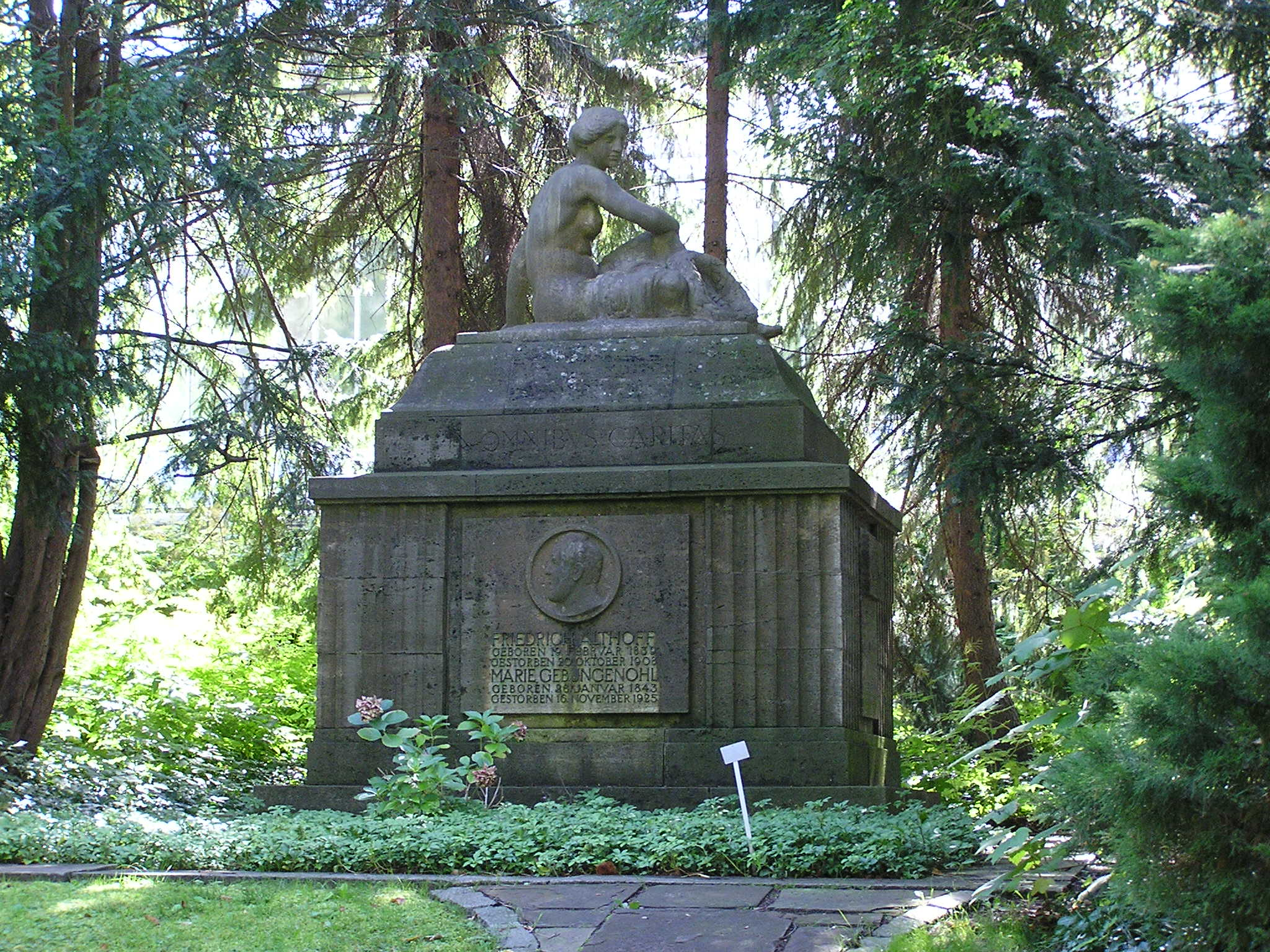
Grobowiec Friedricha Althoffa

Przy wejściu od strony Königin-Luise-Platz, po lewej stronie kompleksu cieplarni znajduje się niewielki cmentarz. Jako pierwszy pochowany na własną prośbę w tym miejscu został w 1908 roku Friedrich Althoff, urzędnik odpowiedzialny za szkolnictwo wyższe w pruskim Ministerstwie Kultury. Grobowiec stworzony został w 1911 roku przez Hansa Krückeberga. Ma formę klasycznego sarkofagu, z marmurową rzeźbą rozpaczającej kobiety, symbolizującą smutek nauki.
Kolejny grób należy do badacza Afryki i kuratora ogrodu – Georga Schweinfurtha, który zmarł w 1925 roku.

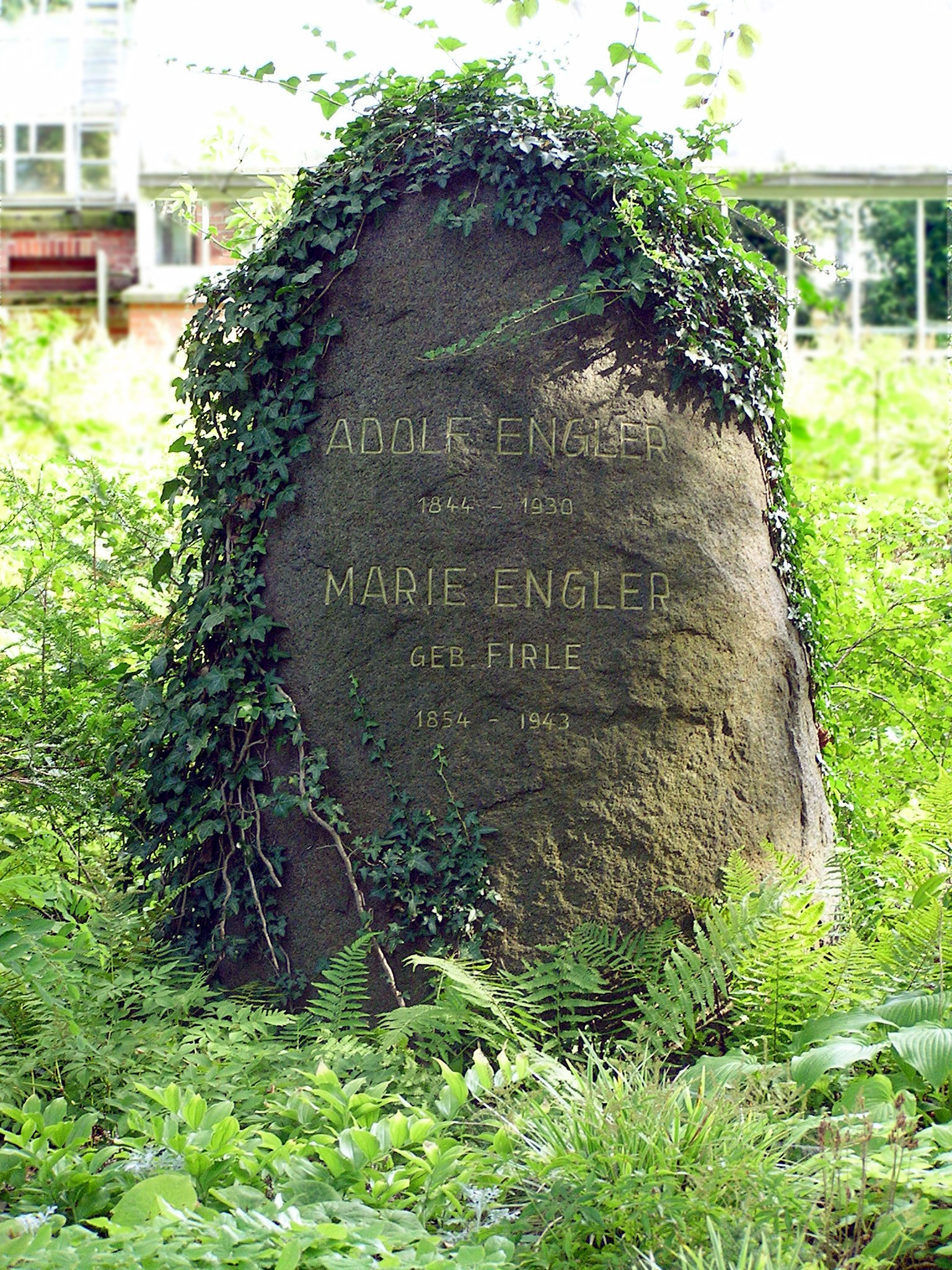
Grobowiec Adolfa Englera

Kolejne miejsce pochówku to grobowiec rodzinny Adolfa Englera zmarłego w 1930 roku oraz jego żony Marii, zmarłej w 1943 roku. Engler był pierwszym dyrektorem nowego ogrodu botanicznego i pochowany został w miejscu, które stworzył. Kilka metrów dalej znajduje się grób z końca 1945 roku, w którym pochowany został przyjaciel Englerów – Ludwig Diels.